# A Hupikék törpikék szereplőinek listája

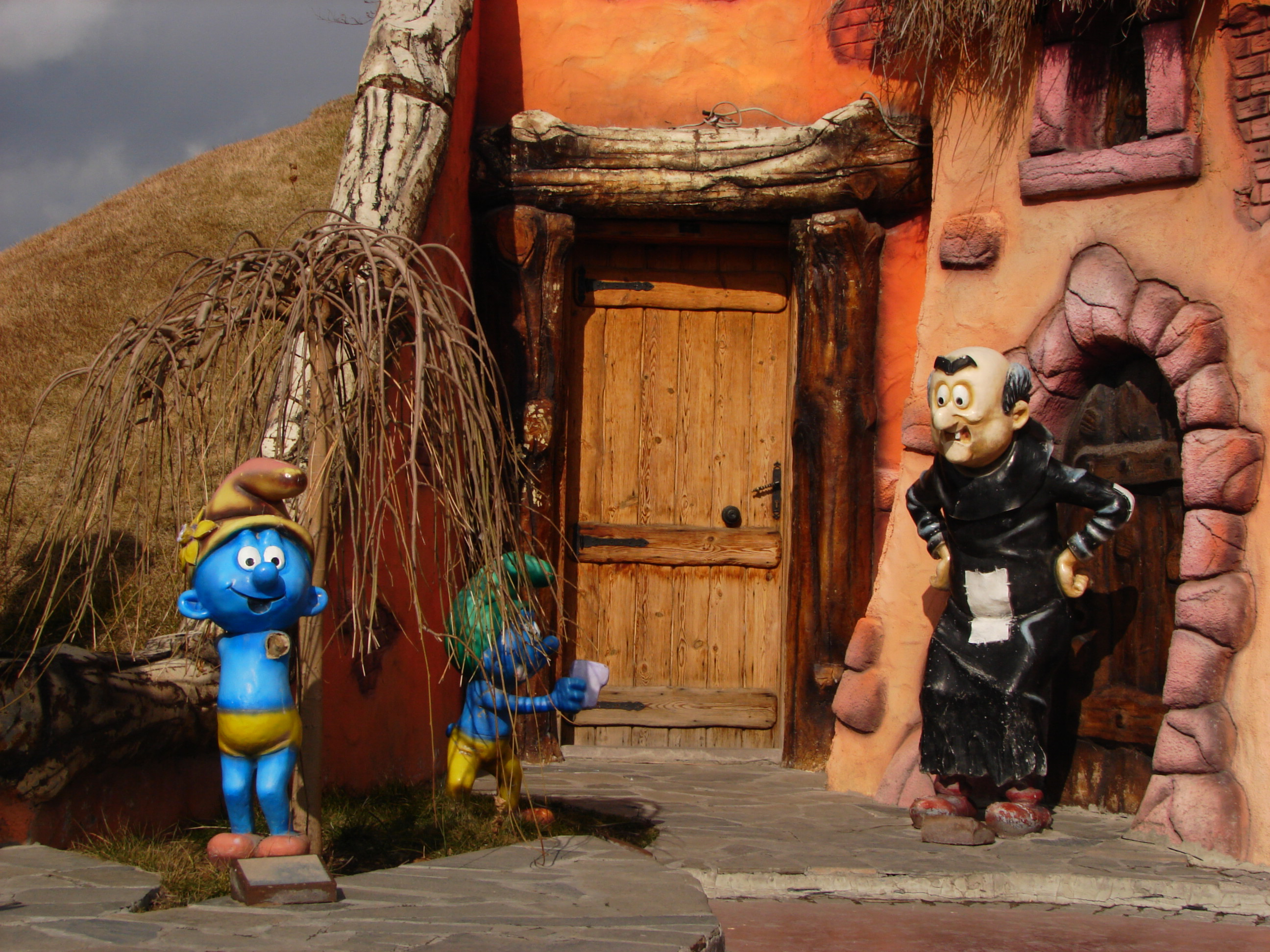
Kertitörp és Hókuszpók

A Hupikék törpikék szereplőinek listája a Hupikék törpikék című rajzfilmsorozat szereplőit sorolja fel.

## Törpök
Az idők kezdetén (hasonlóan Ádám és Évához) eredetileg csupán egy törppár létezett. Az egyik volt Törpszakáll (Grandpa Smurf), a másik Nagyitörp (Nanny 'Grandma' Smurf) – eredeti nevük ismeretlen. Ami a névválasztást illeti a törpöknél, azt jelentősen befolyásolja a kor, a rang, a foglalkozás, a hobbi, esetleg a személyiség (egyetlen kivétel ez alól talán Törpilla – aki eredetileg nem is volt igazi törp). Lásd: Dulifuli, aki állandóan csak „dúl-fúl” és „mindent utál”, Törppingáló, egy igazi művészi beállítottságú törp, aki imád festeni, Nótata, a botfülű zenész törp, aki imád trombitálni („törppulyázni”), Törperdész, aki imádja az erdőt járni és szoros barátságot ápol az erdő lakóival, Ügyi,  a zseniális feltaláló, aki különféle szerkezetek és masinák feltalálásával és tökéletesítésével tölti az idejét, Okoska, aki saját magát „értelmiségiként” – azaz olvasott törpként – beállítva előszerettel tudálékoskodik vagy okoskodik, Tréfi, aki állandóan igyekszik megtréfálni mindenkit, esetleg Ügyifogyi, aki annyira kétbalkezes és ügyetlen, hogy még a törpök is kerülik a társaságát, nehogy velük is baleset történjen, Törperős, a testépítő törp, akinek mindene az edzés és az erősebbé válás, Hami, a falu rendkívül édesszájú főszakácsa, stb. Annyi bizonyos, hogy a törpök társadalma erősen szimbiotikus (azaz mindenki a másikra van utalva), ugyanakkor rendkívül összetartó és egységes, a sok belső viszály ellenére is. Törpapa faluvezetőként és apafiguraként irányítja a törpöket mindennapi feladataik során, és közvetítőként is szolgál a vitákban, jóindulattal használja készségeit, bölcsességét, intelligenciáját és karizmáját. Ugyanakkor ő a törpök elsőszámú védelmezője is minden olyan ártó dologgal szemben, amely veszélyeztetné a törpök békés, meghitt életét.
Ami az első törppár születését illeti, arról nem sokat tudni. Annyi bizonyos, hogy a teremtőjük lehetővé tette számukra a rendkívül hosszú életet, azonban ehhez egy különösen nehéz próbatétel elé állította őket. A törppár ugyanis megkapta a Hosszú Élet Kövét. Ez egy olyan ereklye, ami a törpök számára képes rendkívül hosszú életet biztosítani – amennyiben azt sikerül minden 1000. évben feltölteni a négy ősi elem (föld, tűz, víz, levegő) legtisztább forrásaival. Azonban ez a kő be lett zárva egy szelencébe, a kulcs pedig el lett rejtve valahol a világban, a szelence pedig el lett temetve mélyen a föld alá (a leendő Aprajafalva helyére). Az első törppárnak kezdetben csupán egyetlen utódja volt, a leendő Törpapa. Azonban mielőtt ők ketten elindultak volna hosszú és veszélyes világkörüli útjukra, a kisgyermek Törpapát egy Paladore nevű öreg és bölcs varázsló gondjaira bízták (akit régen a druidák egy gonosz csoportja egy kősziklába zárt), és aki bevezette Törpapát a mágia tudományának rejtelmeibe, továbbá Törpapa legtöbb varázskönyve, jóskönyve és kalendáriuma is Paladore tolmácsolásában készült el – amelyek Törpapa a jövőbeni könyvtárának a zömét képezték és amiknek ő maga is igen nagy hasznát vette (főleg a Hókuszpókkal való küzdelmek során).
100-150 évvel a rajzfilmben játszódó jelenkor előtt Törpapa körülbelül 98 ifjú törp apja lett (bár nem tudni, hogyan nevelkedtek úgy, hogy a Törppapa volt az egyetlen szülőjük). Amikor a késői tinédzser korában először találkoztak Hókuszpókkal, és a találkozás Hókuszpók számára igen kellemetlenül végződött, ezért ekkor szerezték meg az első ősellenségüket, ami a törpök életét a későbbiekben is jelentősen befolyásolta. Évekkel később Hókuszpók megalkotott egy mesterséges nőstény törpöt, hogy az fegyverül szolgáljon a törpök megsemmisítésére. De amikor a törplány végül összebarátkozott a törpökkel és Hókuszpók ellen fordult – kifejezte a vágyát, hogy igazi törppé váljon – Törppapa a varázstudományával pedig igazi törppé változtatta, ezzel meghiúsítva Hókuszpók gonosz terveit.
Eredetileg 99 törp élt Aprajafalván Törpapa vezetésével. Az idők folyamán azonban még nagyon sok törp csatlakozott hozzájuk. Például Törpilla a törplány, akit Hókuszpók teremtett boszorkányitalokból. Törprobot az egyik robottörp, akit Ügyi csinált. Azonkívül Törpön kívüli, aki egy földönkívüli lény és törppé változtatta magát, mikor a földre érkezve a törpök falujában járt. Törpicur a kisbabatörp. Majd a 4 törpifjonc: Zöldőr, Törtyögő, Törpörgő (akik tulajdonképp nem voltak új törpök, csupán visszaváltoztak gyerekké), és Törpiri a törpkislány, akit pedig a többi törpifjonc teremtett a Hókuszpóktól szerzett varázsformula segítségével. Törpszakáll volt az egyik régebben elvándorolt idős törp, aki végül előkerült. Vadócka az elveszett törpifjonc, aki megkerült az erdőből. Don Törpilló a törpifjoncok mesekönyvbeli lovagtörpje, aki Törpapa élesztőelixírje segítségével kelt életre úgy, hogy a szer véletlenül ráfolyt a mesekönyvre. Robotörpilla a másik robottörp, akit szintén Ügyi hozott létre. Nagyitörp, a másik elvándorolt idős törp, aki szintén előkerült. A fiútörpifjoncok, amúgy csak az eredeti 99 törp közül 3-an lettek azok, akik Idő apó homokórája miatt változtak gyerekké. Időapó idővel visszaváltoztatta őket felnőtt törpökké. A visszaváltozásuk, már nem látható a tévéfilmes sorozatokon belül. A későbbi mozifilmes változatból tűnik fel, hogy visszaváltoztak. A mozifilmes változatban Hókuszpóknak még 2 teremtett rossz fehér törpéből 2 jó hupikék törp lett, akik végül csatlakoztak hozzájuk. Így összesen a törpök 111-en lettek. (A törpök nevei, mivel nagyon sok, ezért a könnyebb megtalálás érdekében, alfabetikus sorrendben olvashatóak – kivételt képeznek a főszereplők, ugyanakkor legfontosabb személyek.)

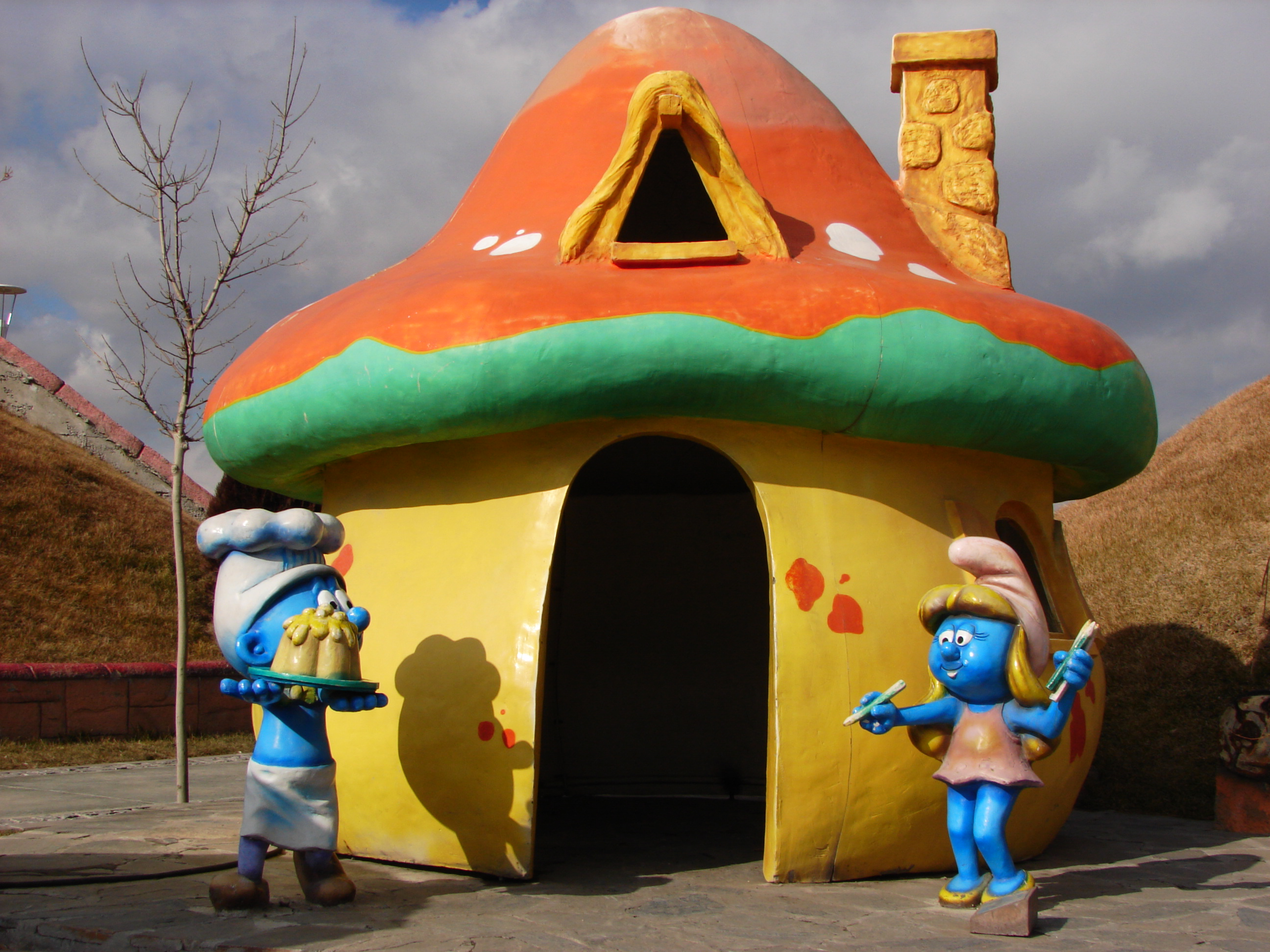
Hami és Törpilla

- Törppapa (Papa Smurf) – Aprajafalva vezetője, bölcs, megfontolt törp. Törpszakáll és Nagyitörp vér szerinti utódja. 546 éves (ez egy nem túl öreg, de nem is fiatal, inkább „érett” életkor a törpöknél, hozzá képest a törpök épphogy csak „fiatal felnőttnek” számítanak az alig 100-150 éves életkorukkal). Varázsló, akárcsak Hókuszpók. Varázstudományát egy Paladore nevű, sziklába zárt ősi varázslónak köszönheti, aki Törpapa gyámja volt egészen felnőtt koráig. Bár – Hókuszpókhoz hasonlóan – nem rendelkezik saját mágikus hatalommal, mint pl.: Bibircsóka. Ehelyett a tudománya inkább az alkímiában és a különféle mágiák ismeretében mutatkozik meg. Ha a Törpök bajba kerülnek (akár Hókuszpók vagy más gonosz ember, varázsló, vagy a törpök önnönhibája miatt), legtöbbször Törpapa az, aki képes a törpöket kihúzni a bajból. A törpök közül ő az egyetlen, aki méltó ellenfele Hókuszpóknak – legalábbis tudás és bölcsesség tekintetében – és az ő útmutatásainak köszönhetően másznak ki a törpök a legtöbb esetben a Hókuszpók állította csapdákból is. Eredeti hangja: Don Messick. Magyar hangja: Sinkovits Imre.[1]
- Asztalos törp – Fadeszkákat vág, bútorokat készít.
- Asztronauta törp/Asztronautörp/Pilótörp/Űrtörp (Astro Smurf) – Egy törp, aki a világűrbe akart utazni. Készített egy űrhajót de az nem működött. Amikor elindult, Törpapa adott neki törpszörpöt, amibe törpaltatót kevert. Ekkor mikor vezetett, elaludt, a többiek pedig közben lebontották a rakétáját és egy ismeretlen kráterben felépítették. Mikor felébredt más bolygón érezte magát. A törpök Törpapa varázsitalának segítségével Turpokká változtak, így ők játszották el neki, hogy földönkívüliekkel találkozott. Később találkozott egy földönkívülivel, aki a földre érkezve törpformát vett fel. Egyszer pedig a többiek kénytelenek lettek neki elmesélni, hogy ők játszották el a turpokat, mikor a falut kráterré változtatták és maguk újra turpukká és a szer hatása hamarabb elmúlt a kelleténél. A földre érkezett viszont egy földönkívüli turp egy ufóval, akinek előtte véletlen sikerrel levelet küldött. Eredeti hangja: Don Messick. Magyar hangja: Rudolf Péter
- Ábrándos/Ábrándoska/Ábrándos kapitány/Ábrándos király (Dreamy Smurf) – Nagyon ábrándozó törp. Nagyon sok olyan érdekes dologra vágyik, amit nem tud elérni. Egyszer király akart lenni, másszor képzeletben a macik földjén járt, ahol a macik a maguk királyává koronázták. Megvédte őket a Zsoldosoktól. Egy másik alkalommal pedig néhány törppel nagy tengeri utazásra indult, ahol sok kaland érte őket. Eredeti hangja: Don Messick. Magyar hangjai: Rudolf Péter / Kassai Károly.
- Álmodozó/Álmoska (Wandering Smurf) – Egy törp, aki nagyon sok mindenről álmodozik és ábrándozik. Egyszer világ körüli útra indult. Törpapa adott neki egy sípot, amivel ha bajba kerülne és belefúj, visszakerül a faluba. Kalandjai során Hókuszpók elkapta őt és elvette tőle a sípot. Hókuszpók ekkor bejutott a faluba. Törpapa ekkor Hókuszpókra olyan varázsszert szórt, ami jóságossá tette Hókuszpókot. A szer hatására elárulta a Törpöknek, hol van az elvándorolt törpjük. Ekkor utána eredtek, hogy kiszabadítsák őt. A síp segítségével szabadultak ki együtt Hókuszpóktól. Ezután egy darabig nem vágyott újabb kalandra. Eredeti hangja: Don Messick. Magyar hangja: Rudolf Péter
- Bányásztörp/Bányatörp/Vízőr (Miner Smurf) – Földalatti bányákban dolgozik. Csákányt és ásót használ. A szenet gyűjti télire. Néha értékes köveket is talál. Egyszer télen egy olyan földalatti bányára bukkant, ahol piros szörnyek laktak. Ezek a szörnyek dolgoztatni akarták a törpöket, hogy szenet gyűjtsenek nekik. De Ügyi készített egy olyan gépet, amellyel gyorsan tudták végezni a munkájukat. Ezért kaptak tőlük ajándékba szenet télire. Egyszer Törpingálóval köveket festettek be aranyszínűre, hogy Hókuszpókot becsapják. Egyszer Ügyi törpvasútján a kazánt is befűtötte. A föld alatt a vizet is ellenőrzi. A sapkáján lámpát is tart, amivel dolgozni lát a föld alatt. Eredeti hangja: Alan Young. Magyar hangja: Sinkovits-Vitay András.
- Csupamók – Egy mókás törp, nagyon szereti a mókát.
- Dobostörp – Egy doboló törp, jól tud dobolni.
- Don Törpilló/Don Törpó (Don Smurfo) – A törpifjoncok mesekönyvbeli lovagtörpje. Törpilla képzeletbeli lovagja is. Egyszer Törpilla személyesen szeretett volna vele találkozni, arra vágyott, hogy egy kis időre egyedül lehessen vele. Tréfi Don Törpillónak adta ki magát és álruhába öltözve tréfálta meg Törpillát. De a többiek nem akartak hinni Törpillának. Törpilla arra kérte a Don Törpillónak hitt Tréfit, hozza el neki Sziamiaú egy bajszát, hogy megmutassa nekik vajon ki ő. Ezt nagyon ügyetlenül sikerült Tréfinek véghez vinni. De az epizód végére mégis elárulta magát, hogy ő Tréfi. Egy másik epizódban Törpapa csinált egy élesztőelixírt amit a törpifjoncok véletlenül ráöntöttek a mesekönyvükre és ekkor életre kelt. Egy mesekönyvbeli módszerével ő is megleckéztette Hókuszpókot. Az epizód végére visszatért a mesekönyvekbe, Törpilla képzeletébe és a törpifjoncok szívébe. Egy lovagi sisakja is van a fehér sapkája felett. Eredeti hangja: William Callaway. Magyar hangja: Bor Zoltán.
- Dulifuli (Grouchy Smurf) – Zsörtölődő törp, jellegzetes mondata: „Ki nem állhatom a…”. „Utálom a…”. Eredeti hangja: Michael Bell. Magyar hangja: Gruber Hugó.
- Építörpész (Architect Smurf) – Építész törp, ő tervezi a házak építését. Egyszer egy magas fából épített emeletes házat Ügyivel, ahol a törpök sok-sok szobában lakhattak. Ezt azért építette, mert modernebb helyet akart csinálni a falunál. Viszont a terve füstbe is ment, mert a faház kigyulladt. A törpök szerencsésen megmenekültek, így visszamentek a faluba. A leégett ház megmaradt részére pedig a madarak fészket raktak.
- Felfedezőtörp – Szeret felfedező úton járni. Sok mindent felfedez.
- Focitörp – Szeret törplabdázni.
- Fotóstörp – Fényképeket készít.
- Főtörp – Jellemzői, hogy egy piros tollat hord a sapkáján és nagyon jó a szaglása. Egyszer mikor a gonosz varázsló, Mordás néhány törpöt elrabolt, Törperős keresést indított megmentésükre. Néhány törp Törperőssel tartott és Főtörp ő a szaglása segítségével találta meg az utat, hogy merre menjenek. Magyar hangja: Schnell Ádám.
- Fültörp – Szereti hallgatni az állatok hangját. Magyar hangja: Bognár Zsolt.
- Gyapjas (Wooly Smurf/Wooley Smurf) – Gyapjú sapkát visel a fehér sapkája felett. Birkák bundájából készít gyapjút télire. Egyszer egy birka földre ment a törpifjoncokkal gyapjúért, ahol egy fiú tenyésztette a birkáit. Neki törpbogyót adtak, amit Törpapa varázsigéjével, arannyá változtattak. Ezért cserébe kaptak tőle télire gyapjút. Magyar hangja: Kassai Károly/Nagy Miklós.
- Gyengi (Weakling Smurf) – Nagyon gyáva és bizonytalan törp. Úgy érzi magáról, hogy hiányzik az öntörpbizalma. Törpapa adott neki törpbogyódzsemet azért, hogy bátor legyen, ezt bátorságvarázskrémnek nevezte el. Gyengi felkente Törpapa kérésére a krémet az orrára és akkor a varázserőtől eltelve, bátornak érezte magát. Mikor Törpapa megkóstoltatta vele, hogy csak törpbogyódzsem volt, akkor nyerte el saját öntörpbizalmát, hogy varázserő nélkül is van saját öntörpbizalma. Magyar hangja: Kautzky Armand.
- Habzsi (Chef Smurf) – A képregényben: Szeret sokat enni. Gyorsan fogyasztja el az ételeket. Leginkább sütemények és még más tésztafélék iránt érdeklődik. A rajzfilmben: Ő Hami szerepével közös szereplő. Mindig hord egy séfkalapot, jól tudja a recepteket. Főleg vegetáriánus, tehát általában nem használ húst recepteknek, általában inkább tojásokat használ recepteknek. Ő csak a képregényekben van külön szereplőként feltüntetve. A rajzfilmben Habzsi és Hami egy karakterbe kombináltak.
- Hajbajnok (Barber Smurf) – Törpapa és Töpszakáll szakállát vágja. A lánytörpök haját szépíti. Kutymorgót szőrét is ápolja.
- Hami (Greedy Smurf) – Szakács, imád sütni-főzni. Általában nagyon éhes. Eredeti hangja: Hamilton Camp. Magyar hangja: Józsa Imre.
- Hapci (Sneezy Smurf/Sickly Smurf) – Gyakran náthás és szénanáthás törp. Sokat tüsszent. Egyszer megmentette a többieket Tavaszanyó segítségével, mikor egy régi korán nyíló varázsvirág elbűvölte a törpöket. Egyszer pedig szóba állt egy szélhámossal, aki értékes tárgyakkal be akarta csapni a törpöket, de az epizód végére ez a szélhámos megmentette őket Hókuszpóktól és megjavult. Így ajándékokat megosztott a törpökkel. Eredeti hangja: Don Messick. Magyar hangja: Gálffi László.
- Haxi (Hackus Smurf) – Hókuszpók által teremtett törp-szerű lény, a mozifilmben szerepel. Barna ruhája és vörös haja van. Ő és a testvére Vexy, kezdetben nem hupikék törpök, Törpilla változtatja őket azzá, a varázsformulával, amivel Törpapa őt is kékké és jóvá tette. Eredeti hangja: J. B. Smoove. Magyar hangja: Kerekes József.
- Jajgatörp (Scaredy Smurf) – Mindenkitől fél, azért jajgat. Eredeti hangja: Alan Young. Magyar hangja: Straub Dezső.
- Kanedi – Sokat csuklik. Jó ötletei is vannak. Magyar hangja: Straub Dezső.
- Keményke (Toughy Smurf) – Mindig küzdelmeket akar szedni.
- Kertitörp (Farmer Smurf) – Ő a törpvetemények gondozója. Eredeti hangja: Alan Young. Magyar hangja: Rátóti Zoltán/Balázsi Gyula.
- Kiáltka – Gyakran felkiált.
- Kontárka (Dabbler Smurf) – Kontár törp. Sok mindenben hibázik.
- Kormi / Kéményes törp (Sweepy Smurf) – Kéményseprő törp, fekete sapkát hord. A falu házainak kéményeit tisztítja seprűvel.
- Költörp (Poet Smurf) – A helyi költő, kizárólag verseket ír, de azt minden versformában. Eredeti hangja: Frank Welker. Magyar hangja: Varanyi Lajos.
- Kőműves törp – Köveket hord talicskával.
- Leske (Nosey Smurf) – Nagyon kíváncsiskodó törp, mindent kiles. Történt egyszer, hogy a kíváncsiskodása szerencsét hozott az elveszett város gonosz jogarának megsemmisítésében, amit az iker boszorkányok meg akartak szerezni. Így neki köszönhetően nem szerezték meg a jogart. Magyar hangja: Kautzky Armand.
- Lusti (Lazy Smurf) – Lusta törp, legszívesebben örökké csak aludna. Eredeti hangja: Michael Bell. Magyar hangja: Pathó István.
- Nagyitörp (Nanny 'Grandma' Smurf) – Törpszakáll felesége, a legelső lánytörp. Eredeti hangja: Susan Blu. Magyar hangja: Tolnay Klári.
- Narrátörp (Narrator Smurf) – Egy törp, aki elmesél eseményeket, amelyek kellenek a megértésekhez, de a színpadon nem ábrázoltak. A mozifilmes változatban egy kék ruhája volt. Eredeti hangja: Tom Kane. Magyar hangja: Koroknay Géza (1. filmben)/Vass Gábor (2. filmben).
- Nemérti – Egy nehezen megértő törp.
- Nótata (Harmony Smurf) – Feladata a törp-trombita kezelése. Ezzel általában a falu lakóit riasztja. Eredeti hangja: Hamilton Camp. Magyar hangja: Tahi József.
- Nótatörp – Szeret énekelni. Egyszer a „manócsemegéről” költött nótát.
- Okoska (Brainy Smurf) – Okoskodó, szemüveges tudóstörp, Törpapa segédjének képzeli magát. Azt hiszi magáról, hogy Törpapa után ő a legokosabb törp a faluban. Törpojáca mellett ő az egyik legnárcisztikusabb és önelégültebb törp. Borzasztóan egoista és önkritikától mentes személyiséggel rendelkezik. Annak ellenére, hogy megvan a magához való esze (pl. mások manipulálása – ld.: Királytörp – King Smurf c. epizód), viszont a saját tudását nem a mások javára, hanem a saját önző érdekeire használja fel, emiatt ő az első számú „legkevésbé kedvelt” törp a faluban. Ettől függetlenül Ügyifogyi mégis „felnéz rá” és folyton utána lohol (Okoska legnagyobb bánatára). Okoska gyakran megy a többiek idegeire, akik úgy nyilvánítják ki nemtetszésüket, hogy a falun kívülre hajítják őt. Eredeti hangja: Danny Goldman. Magyar hangja: Cseke Péter.
- Orvostörp (Doktor Smurf) – Gyógyítja a törpöket. Nagyon sokat ért a gyógyszerekhez és az egészséghez.
- Ostobi – Egy buta és ostoba törp.
- Passzív-Agresszív törp (Passive-Aggressive Smurf) – Hol tétlen és részvétlen, hol erőszakos és támadó törp.
- Péktörp (Baker Smurf) – Szeret kenyérféléket sütni. A falu szélén a törpöket sokféle kenyérfélével fogadja.
- Picurka törp/Törpilóta/Repülőtörp(Flying Smurf) – Egy ábrándos törp, aki nagyon szeretne repülni, ezért sok repülési módszerrel próbálkozott, de sohasem sikerült a levegőbe emelkednie. Egyszer Ügyi készített neki egy repülő eszközt, amivel végül beteljesedett az álma. Eredeti hangja: Don Messick. Magyar hangja: Rudolf Péter / Kassai Károly.
- Riportörp (Reporter Smurf) – Riporter törp. Egy sild van a sapkáján. Gyakran van bosszantó riportja is, ezért a többieket sokszor nem érdekli a munkája. Egy napon Törpapa az alvó húsevőnövény sárkányok földjére ment és a többiek követték őt, mivel Riportörp kinyomtatta Törpapa térképét az újságjába. De ekkor a sárkányok felébredtek és Riportörp újra elaltatta őket egy szivárványkővel, amit Ügyifogyi kőgyűjteményében talált. Ennek emlékére hazatérésük után egy igaz történetről készített riportot. Magyar hangja: Görög László.
- Robotörpilla (Clockwork Smurfette) – Ügyi második törp formájú robot találmánya. Egyszer mikor Gerard király házasodni készült, Törprobot a várban egyedül érezte magát és visszament a faluba és Ügyitől kért segítséget. Ügyinek támadt egy ötlete, hogy neki is készít egy törplány formájú robotot. Hasonlított Törpillára, ezért lett a neve Robotörpilla. Mivel Ügyi készítette őt, ezért először Ügyibe szeretett bele. Az epizód végén, mivel a törpöket közösen ő és Töprobot mentették meg Hókuszpók egy tervétől, Törprobotot is megszerette, így együtt mentek el Gerard Király várába, a Király esküvőjére. Gyakran visszatérnek együtt a faluba is.
- Segítke (Pushover Smurf) – Az a törp, aki nem tud senkinek sem nemet mondani. Mindig segíteni akar a többieknek, viszont a többiek őt sokszor baleknak nézik. Minden kisebb munkájukban megkérik őt, hogy végezze el helyettük. Egyszer elfáradt a sok segítésben és nem vett részt egy törpjátékban, ahol az volt a nyertes, aki a piros ribizlik közül az egyetlen zöld ribizlit húzta. Aki nyert, annak el kellett hozni a foszforeszkáló lángot. A nyertes Jajgatörp lett. Mivel Jajgatörp nem mert elmenni a foszforeszkáló lángért, megkérte Segítkét, hogy hozza el helyette. Ám a foszforeszkáló lángot egy mocsári szörny védte és azt nem volt szabad kioltani. Véletlenül a láng kialudt, hogy ráesett egy kő és a szörny felébredt. De Törpapa időben Jajgatörp és Segítke segítségére sietett, adott nekik egy varázsigét, amit ha felolvasnak akkor a szörny lenyugszik. Így sikerült a szörnyet megnyugtatni és a lángot Jajgatörp újra meggyújtotta. Jajgatörp és Segítke mikor hazaértek közösen gyújtották meg a lángot a szentjánosbogár ünnepségen. Ezek után Segítke úgy döntött, hogy többet nem fogják őt baleknak nézni és még ki nem piheni magát, addig ne kérjenek tőle több segítséget. Magyar hangja: Felföldi László.
- Susztörp – A törpök cipőjét csinálja. Törpilla egyszer egy vadonatúj cipőt kapott tőle ajándékba, amiért cserébe virágot szedett neki Magyar hangja: Szűcs Sándor.
- Szakadtka (Sloppy Smurf) – Igénytelen külsejű törp. Gyakran szakadt ruhát hord. Eredeti hangja: Marshall Efron. Magyar hangja: Lesznek Tibor.
- Szégyenlőstörp – Gyakran szégyenkezik.
- Szeleske – Egy gyors és szeleburdi törp, jól kormányozza a vitorlás hajókat. Magyar hanga: Bognár Zsolt.
- Szépike – Egy aranyos törp. Egy kis kosárka van nála, amibe virágokat gyűjt. Szereti a virágokat. Van egy Szépike nevű nimfa is. Magyar hangja: Boldog Gergő.
- Szövőtörp – Állatok szőreiből sző bundát télire.
- Tanonctörp – Egy tanuló törp. Varázsszerek készítésével foglalkozik.
- Társasági – Egy társaságot nagyon kedvelő törp.
- Törparás – Egy ijedős, félős törp, sok mindentől parázik.
- Törperdész (Tracker Smurf) – Fejlett érzékszervekkel rendelkezik. A környező erdő állatait is ápolja. Egyszer meggyógyította Sziamiaút is, mikor az belesétált Hókuszpók egyik csapdájába. Törperdész sapkáján általában áll egy toll. Eredeti hangja: Henry Polic. Magyar hangja: Izsóf Vilmos.
- Törperős (Hefty Smurf) – Erős, bátor törp, ismertetőjele, hogy tetovált a karja. Eredeti hangja: Frank Welker. Magyar hangja: Bata János.
- Törpfirkász (Editor Smurf) – Újságíró törp. Újságcikkeket ír.
- Törpköltő – Költő törp. Rengeteg jó verset ír.
- Törpmerő/Döfi (Tuffy Smurf) – Nagyon bátor törp. Egy barna övet visel. Egyszer Törperőssel és néhány törppel védekezett a trójai fatörp ellen, amit Hókuszpók csinált és benne rejtőzött. Egyszer ki mert állni egy óriással is, akit Hókuszpók teremtett, de rossz teremtése miatt egy kedves óriás lett, aki szerette az áfonyás sütit. Magyar hangja: Győri Péter.
- Törpmorgó – Morgós törp. Sok mindenért morog.
- Törpicur (Baby Smurf) – Ő az egyetlen kisbabatörp a faluban. A sorozat 3. évadjában tűnik fel. Egy gólya hozza őt Aprajafalvába egy ismeretlen helyről a „Kék Hold” éjszakáján. Törpicúr a fiatal kora ellenére különleges, mágikus hatalommal rendelkezik. Képes a kezével tárgyakat mozgatni, ugyanakkor képes hozzáférni olyan rendkívül erős mágikus védelemmel ellátott tárgyakhoz is, mint pl. a Kutymorgó nyakörvén lévő medál – amely minden mágia forrását tartalmazza – és amit Törpicúron kívül idáig egyetlen varázsló sem tudott kinyitni. Fehér pizsamát visel, a kezében általában van egy csörgő. Eredeti hangja: Julie Dees. Magyar hangja: Vadnay Tünde.
- Törpilla (Smurfette) – Hókuszpók teremtménye. Törpilla sokáig az egyetlen lánytörp volt Aprajafalván és minthogy szépséges, ezért a törpök rendre szerelmesek belé és igyekeznek folyton a kedvében járni. Törpilla nemcsak szép, de okos és rátermett teremtés, gyakran még a többieknél is bátrabb. Eredeti hangja: Lucille Bliss. Magyar hangja: Málnai Zsuzsa.
- Törpingáló (Painter Smurf) – Törpingáló a festőtörp, piros kabátot és fehér kesztyűt visel. Eredeti hangja: William Callaway. Magyar hangja: Böröndi Tamás.
- Törpiri (Sassette) – Vörös hajú lánytörp, aki az ötödik évadban csatlakozik a többiekhez. Eredetileg a Törpifjoncok alkották őt meg a Hókuszpóktól elcsórt varázsformula alapján (amivel Hókuszpók Törpillát létrehozta), hogy új barátra tegyenek szert. Azonban az előírtnál kevesebb kék anyag került a varázsfőzetbe és így született meg Törpiri. Ő még eleinte gonosz és rossz szándékú volt, de Törpapa varázsszerének köszönhetően kedves és jóságos törp lett belőle. Féltékeny Törpillára, mivel őbelé többen szerelmesek. Törpiri még csak egy törpkislány, aki a Törpifjoncok csapatába tartozik. A Törpifjoncokat, így Törpirit is Törpszakáll tanítja. Eredeti hangja: Julie Dees. Magyar hangja: Götz Anna.
- Törpitány (Navigator Smurf) – Kapitány törp. Szeret hajózni. Vizeken vezet és kormányoz vitorlás hajót. Egyszer Ügyi segítsége nélkül sikerült megjavítania Törpöltőnek a hajójának vitorláját, mikor a néhány törp megmentésére indultak, akik egy vulkánban landoltak az elrepült szélmalommal ami, csak ötszáz évente egyszer tört ki. Napra pontosan menekültek meg az elrepült törpök a vulkán kitörésétől. Magyar hangja: Bor Zoltán.
- Törpojáca (Vanity Smurf) – Nagyon hiú törp, a kezében általában van egy tükör, a sapkáján pedig egy szál virág díszeleg. Eredeti hangja: Alan Oppenheimer. Magyar hangja: Balázs Péter.
- Törpöltő (Tailor Smurf) – Ő varrja a törpök ruháit. Eredeti hangja: Kip King. Magyar hangja: Versényi László.
- Törpönkívüli – Egy földönkívüli, aki törppé változtatta magát, mikor a földre érkezve Aprajafalvában járt. Az űrhajója egyik darabját használja fel Ügyi kerékpöcöknek, amit Ügyifogyi talált meg, mikor ő kiejtette a zsebéből. Ábrándos látja meg csak őt, és megkéri, mentse meg a falut. Úgy menti meg a falut, hogy a kerékből kiszedi az űrhajója darabját.
- Törpörgő/Törpci (Snappy Smurf) – A törpifjoncok tagja. Először felnőtt törp volt. Később Idő apó órája miatt gyerekké változik és a Törpifjoncok tagja lesz. Eredetileg ő és a többi Törpifjonc is (Törpirit leszámítva, mert ő csak később születik meg) felnőtt törpök voltak, akikre Törpapa rábízott egy homokórát, amit el kellett vinniük Idő apó házába. A törpök nem voltak elég elővigyázatosak és így mindhárman egy állóóra belsejébe kerültek, ami visszatekerte az időt 50 évvel és így a törpökből Törpifjoncok lettek. Törpörgő egyesek szerint a Törpifjoncok "önjelölt vezetője". Önfejű, akaratos és sokszor durván viselkedik, ha nem az van, amit ő akar és ezáltal a többi Törpifjoncot is bajba keveri. Egy sárga pólót visel, amin egy villámló felhő van. Idővel egyszer Időapó segítségével, vissza változott felnőtt törpé és ekkor visszakapta Törpöltőtől eredeti fehér ruháját. Eredeti hangja: Pat Musick. Magyar hangja: Felföldi László / Simorjay Emese.
- Törprengő (Flighty Smurf) – Töprengő törp. Sokat töpreng rajta, mikor mit csináljon és merre menjen. Sokszor vannak jó döntései is. Magyar hangja: Kassai Károly.
- Törprobot/Robotörp/Robottörp (Clockwork Smurf) – Ügyi első törp formájú robot találmánya. Ügyi arra szánta, hogy a falu munkáját végezze el. De egyszer Okoska át akarta programozni és elrontotta. Mikor rendbejött, egyedül ment el a faluból. Útja során megismerkedett a bebörtönzött Gerard Herceggel, akit Ulrik és Lady Helga zárt be. A herceget kiszabadította rabságából és a faluba vezette. Ő és a törpök segítettek neki megmenteni a királyságát. Mikor Gerard herceget királlyá koronázták, Törprobot a király mellett maradt, de időnként meglátogatta a falut és segített a törpöknek. Egyszer Hókuszpók pedig kőszívet rakott bele, így rossz parancsokra programozta. De Ügyi szerencsésen visszacserélte a szívet és rendbehozta őt. Egy alkalommal Baltazár meg akarta kaparintani magának Törprobotot Gerart királytól, hogy általa megtalálja Aprajafalvát és a törpöket arannyá változtassa. Ezért Baltazár épített egy óriási ostromgépet, amivel megtámadta a király várát, de Törprobot szembeszállt vele. Sajnos a csatában Törprobot elpusztult (Melák legnagyobb szomorúságára, akikkel időközben legjobb barátok lettek) de Ügyi zsenialításának köszönhetően teljesen újjáépült és kapott egy hangdobozt is, aminek köszönhetően képessé vált beszélni. Ügyi idővel épített számára egy "női társat", Robotörpillát hogy ne érezze magát magányosnak. Magyar hangja: Sinkovits-Vitay András.
- Törpszakáll (Grandpa Smurf) – Törpapa vér szerinti apja, a legidősebb törp, valószínűleg 750 év körüli életkorral rendelkezik. Régebben világkörüli kalandor volt, öreg napjaira azonban visszavonult és békés csöndes életet él Aprajafalván – azon belül a Törpifjoncok körében, akiket igyekszik az élet bölcsességeire tanítani. Néha azért előfordul hogy belekeveredik egy-egy kalandba a Törpifjoncokkal társulva. Hajlott kora ellenére igen jó erőben van, sokkalta edzettebb és mozgékonyabb is mint pl. Törpapa. A filmben sokszor hívják Nagyapatörpnek, ami valószínűleg fordítási következetlenség eredménye, annak ellenére, hogy angol elnevezése Grandpa, azaz nagyapa. Törpszakáll a Törpedíció (Smurfquest) négyrészes különkiadásának első epizódjában tűnik fel. Amikor még Törpapa törpifjonc volt, Törpszakáll hosszú útra indult a világ körül, hogy megtalálja a négy ősi elem (föld, tűz, víz, levegő) legtisztább forrásait, amivel fel lehet tölteni a Hosszú Élet Kövét (Long Life Stone). Ez a kő kulcsfontosságú szerepet játszik a törpök életében, ugyanis a törpök ennek a kőnek köszönhetik a hosszú életüket. Maga a kő egy ládába van elzárva – amit egy speciális kulccsal lehet csak kinyitni – a láda pedig mélyen el van temetve Aprajafalva alatt. Ha a követ nem töltik fel minden 1000. évben a négy őselem energiájával, akkor a törpök drámai gyorsasággal kezdenek öregedni és utána elpusztulnak. Törpszakáll ezért kelt hát útra 500 éve, hogy a törpöket megmentse a pusztulástól. Eredeti hangja: Jonathan Winters. Magyar hangja: Kenderesi Tibor / Forgács Gábor.
- Törpténelem professzor – Történelem professzortörp, a történelem ismereteivel foglalkozik.
- Törpvágó/Favágótörp (Lumberjack Smurf/Timber Smurf) – Favágó törp. Az erdő korhadt fáit vágja ki és megtisztítja az erdőt. Tűzifát is vág ki télire. Meghagyja az olyan fákat melyeken Mókusok laknak. Szeret a fákhoz beszélni. Egyszer Hókuszpóktól farönkök görgetésével mentette meg a többieket, hogy Hókuszpók és Sziamiaú a farönkökön elcsúzva a folyóba estek. Magyar hangja: Bognár Zsolt.
- Törtyögő/Törpincs (Slouchy Smurf) – A törpifjoncok tagja, aki először felnőtt törp volt. Később Idő apó órája miatt gyerekké változik és a Törpifjoncok tagja lesz. Ő egy nyugodt, visszahúzódó természetű törp. Laza hozzáállás jellemzi és igyekszik kerülni a bajt. Ő az egyedüli a Törpifjoncok között, aki szereti a zöldséget. A Törpifjoncok gyakran különcként tekintenek rá. Piros színű pólót, lankadt kalapot és patentos cipőket visel. Idővel egyszer Időapó segítségével, vissza változott felnőtt törpé és ekkor visszakapta Törpöltőtől eredeti fehér ruháját. Eredeti hangja: Noelle North. Magyar hangja: Papp Ágnes / Csere Ágnes.
- Tréfi (Jokey Smurf) – Tréfás törp, leggyakrabban robbanó ajándékokat készít. Eredeti hangja: June Foray. Magyar hangja: Szerednyey Béla.
- Ügyi (Handy Smurf) – Ezermester törp, olyan segítőkész, akár Törperős. Furcsa gépezeteket épít, mindig a törpök javát akarja. Mikor Kertitörpnek nem nőttek a palántái az időjárás viszontagságai miatt, Ügyi időjárásgépet szerkesztett, mivel minden törpnek szüksége volt a friss zöldségekre. Sajnos az általa szerkesztett gépek legtöbbje megsemmisült az epizódok végére. Ügyi ismertetőjele, hogy a füle mögött általában egy ceruza van. Eredeti hangja: Michael Bell. Magyar hangja: Szolnoki Tibor.
- Ügyifogyi (Clumsy Smurf) – Ügyefogyott, balszerencsés törp, aki mindig bajba keveredik. Irigyli Törpapát – aki hozzá képest okos, bölcs és „tévedhetetlen” – ezért egy alkalommal megpróbálja őt utánozni (aminek az eredménye az lett, hogy az egész falunak kellett a segítségére sietnie (ld.: The Smurfs' Apprentice c. epizód). Ügyifogyi Okoskát a saját „bálványának” tekinti, emiatt Okoskával többször is összetűzésbe kerül. Eredeti hangja: William Callaway. Magyar hangja: Gyabronka József / Schnell Ádám.
- Vadócka (Wild Smurf) – Egy elveszett törpifjonc. Egyszer, mikor ő érkezett a többiekhez a faluba, akkor nagy vihar kerekedett. A gólya lejjebb repült és egy faágnak nekiütközött. A zsák kiszakadt, ezért elejtette őt. Az erdőben mókusok találták meg őt, és ők nevelték fel. Egy bőrnadrágot és egy salátasapkát visel. Egyszer, mikor néhány törp az erdőben járt, ő mentette meg őket Hókuszpóktól. Ezt mesélték Törpapának. Utána ő esett Hókuszpók egy csapdájába, akkor pedig a többiek mentették meg őt. Ekkor ment velük először be a faluba. Nehezen kedvelte meg a fürdést és mikor Törpöltő először ruhát varrt neki, tévedésből a nadrágját húzta fejére, a sapkája helyett. Mivel nem a törpök között nevelkedett fel, így nehezen beszél. Továbbra is gyakran vissza megy az erdőbe, a mókusokhoz, de bemegy a faluba is. Nehezen szokta meg a falut. Az erdőben Mókica faodújában lakik. Ügyi a faluban is épített neki egy házat, mikor bemegy a faluba, akkor ott alszik. Általában a padlón leveleken alszik, néha rövid időt alszik az ágyában is, amit Ügyi csinált neki. Általában a levél sapkáját és a bőrnadrágját hordja, néha nagyobb törpünnepségeken felveszi azt a nadrágját és sapkáját is, amit Törpöltő varrt neki és először rosszul vett fel. Az idők folyamán nehezen megtanul beszélni is és megkedveli a falut is. Magyar hangja: Bartucz Attila.
- Vásárló törp – Szereti, ha ingyen ajándékot adnak neki és ha valamiért cserébe értékes dolgot kaphat.
- Vexy (Vexy Smurf) – Egy lánytörp, aki Haxihoz hasonlóan, Hókuszpók teremtménye. A mozifilmben fekete, festett hajjal, piros trikóban és egy kék szoknyában ábrázolják. Kezdetben Vexi sem kék törp, a Törpillától kapott varázsformula által lesz azzá. Eredeti hangja: Christina Ricci. Magyar hangja: Ruttkay Laura.
- Vitéz (Gutsy Smurf) – Egy bátor és hős törp. A mozifilmes változatban egy rövid barna szakálla és egy kék ruhája volt. Eredeti hangja: Alan Cumming. Magyar hangja: Anger Zsolt.
- Zokogi (Weepy Smurf) – Sírós törp. Sok mindenért sirva fakad. Egy narancssárga rongykendővel törölgeti a könnyeit. Csak nagyon ritkán van jó kedve. Egyszer sírásának köszönhetően menekült meg ő és Törperős Hókuszpók kajibájából. Magyar hangja: Lippai László.
- Zöldőr/Nati/Törpepe (Natural 'Nat' Smurf (3. – 4. évadig)/ Natural Smurfling (5. – 8. évadig)) – A törpifjoncok tagja. Először felnőtt törp volt. Később Idő apó órája miatt gyerekké változik és a Törpifjoncok tagja lesz és ápolja az erdő állatait. Kedves és jószívű törp, aki nagyon szereti a természetet és az állatokat. Akár az élete kockáztatásával is hajlandó az állatok segítségére sietni (beleértve ebbe Hókuszpók macskáját, Sziamiaút is). Gyakran támadnak nézeteltérések közte és Törpörgő között. Barna nadrágot és szalmakalapot visel. Idővel egyszer Időapó segítségével, vissza változott felnőtt törpé és ekkor visszakapta Törpöltőtől eredeti fehér ruháját. Eredeti hangja: Joey Camen (felnőtt), Charles Adler (gyerek). Magyar hangja: Várhegyi Teréz / Detre Annamária (gyerek), Lux Ádám / Kautzky Armand (felnőtt).

A következő törpöknek a magyar neve egyelőre ismeretlen: 
- (Actor Smurf/Timid Smurf) – Egy nagyon szégyenlős törp. Egyszer úgy döntött, hogy örökbe fogad egy sárkányt, mert kevés barátja volt.
- (Alien Smurf) – Ő a falu teremtője.
- (Alchemist Smurf) – Vegyi és bűvös kísérleteket végez.
- (Chica Smurf)
- (Cook Smurf) – Szeret főtt ételféléket főzni, kuktasapkát és kötényt visel.
- (Cobbler Smurf)
- (Dopey Smurf) – A többiek gyakran kérik őt, adjon néhány dolgot nekik.
- (Dylan Smurf)
- (Enamored Smurf) – Érkezése óta Törpillába szerelmes. Sokat álmodozik róla, fába faragja a nevét, és "szeret-nem szeret" játékot játszik a virágszirmokkal.
- (Finance Smurf) – Megtanította a Törpöknek a pénz használatát a faluban. Ez azonban nem szerencsét hozott a törpöknek, hanem szegénységet és széthúzást okozott közöttük, ezért rövid időn belül elhagyták.
- (Fisher Smurf) – Ő a falusi horgász és halász. Szeret horgászni és halászni a tónál.
- (Golfer Smurf)
- (Hunter Smurf) – Szeret íjjal és nyílvesszővel lőni.
- (Lucky Smurf) – Szerencsejátékkal foglalkozik a faluban. Elég ironikus a neve és nem mindig szerencsés a játékokban.
- (Mango Smurf) – Éveken keresztül a trópusokban élt, ahol élvezte a békét és nyugalmat. Szereti az állatokat. Általában pizsamanadrágot hord és egy szandált visel.
- (Marco Smurf) – Régi kalapot hord és érdekesen hangsúlyozza a szavakat a beszédében. Egy alkalommal kiment a tengerre, hogy fűszert szerezzen a törpöknek. Két évig tartott volna az útja, végül a törpöknek el kellett indítaniuk egy expedíciót, hogy megtalálják őt.
- (Melly Smurf) – Jön látja, amit mondania kell.
- (Medic Smurf)
- (Nurse Smurf) – Ő ápolja a törpöket.
- (Pastrycook Smurf) – Ő leginkább vegetáriánus, nem fogyaszt húst. Jól ért a tészta készítéséhez.
- (Pretentious Smurf) – Ő a meseképregényben a királytörp (King Smurf). A meserajzfilmben pedig Okoska a királytörp. A kémtörp (Spy Smurf) pedig nem egy egyéni törp, hanem ebben a részben a rabot kiszabadító lázadóhadsereg egy-egy tagja volt, lila ruhában és bekötött szemmel.
- (Rocker Smurf)
- (Sneaky Smurf) – Sokszor illetlenül viselkedik.
- (Somebody Smurf/Nobody Smurf)
- (Stinky Smurf) – Nem szereti a mosdást, ezzel elriasztja a többieket magától.
- (Submariner Smurf) – Egy tengeralattjárót kormányoz, amit Ügyi készített.

## A törpök segítői
(A törpök segítőinek nevei, mivel nagyon sok, ezért a megtalálás könnyebbítése érdekében, alfabetikus sorrendben olvashatóak.)
- Abrakadabra/Izidor – Egy nagy varázsló, egy labirintus kellős közepén lakik. Megalkotta a nagy eltüntető trükköt. A nagy eltüntető trükk: Tegyünk bele valamit egy dobozba, majd fordítsuk el jobbra a dobozt, majd kopogtassuk meg a dobozt és puff már el is tűnt a valami. Egyszer beteg volt és elhívta Törpapát, hogy menjen el hozzá és vigyen a csodaszeréből. Tréfi Törpapa után eredt, mert látni akarta a nagy varázslót. Törpilla, Hami Törpojáca, Ügyifogyi és Okoska pedig Tréfi után eredtek. Majd Hókuszpók is utánuk tévedt a törpkeresőjével. Abrakadabra házában, a törpök elbújtak Hókuszpók elől. Abrakadabra a nagy eltüntető trükköt Hókuszpókkal csinálta meg kicselezve és ezzel megmentette a törpöket. Magyar hangja: Sallai Tibor.
- Alossus – Egy mogorva manó, aki egy híd alatt alszik és csak pár száz évente jön ki sétálni a híd alól. Egyszer Törpörgő kiszabadította őt, mikor Hókuszpók egyik csapdájába esett. Teljesítette Törpörgő egy kívánságát miért rátalált. Azt kívánta tőle, hogy a felnőtt törpök mindig azt csinálják meg neki, amit szeretne. Ezt ő dó re mi szóval teljesítette Törpörgőnek, ha ezt hallják a törpök tőle akkor mindig engedelmesek lesznek hozzá. De ezt rosszul sült el, ezért kérte oldja fel a varázslatot. Ezt is teljesítette, de ezentúl Törpörgőnek nem teljesített több kívánságot. Petrik József
- Árkon király – Egy király. Az udvarában egy gonosz varázsló szolgál, akit Mordásnak hívnak és elrabolja a törpöket. Ez a varázsló meglepetést akar neki szerezni a törpökkel a szülinapjára. De az ünnepség végére őt és a vár lakóit békává változtatja és ellopja a kincseit. Törpapa ekkor a varázslót változtatja békává és őt a többiekkel visszaváltoztatja. Nagyon hálás lesz a törpöknek, jutalmul egy kincset akar nekik ajándékozni, de a törpöknek nem kell, csak azt kérik tőle, engedje őket haza. Elengedi a törpöket és Tréfi add neki egy ajándékot, amely egy robbanós doboz, de mikor kinyitja, nagyon humorosnak találja ezt a meglepetést. Magyar hangja: Szabó Ottó.
- Békakirályfi – Egy királyfi, akit egy gonosz varázsló békává változtatott. A varázslat feloldható volt, de csak mind össze három napig. Törpapa a harmadik napon, sok varázslat próbálkozása után, sikeresen visszaváltoztatta. Ezt meghálálta a törpöknek és Hókuszpókot kiűzte a falujukból. Magyar hangja: Dunai Tamás.
- Bibice/Vili (Peewit) – Egy törpe (vagy egy kobold), Janó apródja. Az egyik epizódban a gallok magukkal viszik, hogy harcoljon a Viharkirállyal szemben és szerezze meg a kincset. Vili elindul, de végül a Viharkirály a barátjává fogadja, az ellenfeleket pedig a Szélhegybe űzi örök sínylődésre. Bibice egyébként több részben is szerepel. Eredeti hangja: Frank Welker. Magyar hangja: Minárovits Péter.
- Brenda – A legkisebb boszorkány. A boszorkány tanárnő egyik tanítványa. Gonoszságokra akarja őt is tanítani. De ő jóságos kis boszorkány. Próbálkozik varázslatokkal, de először nem sikerülnek neki. A törpök végül segítenek neki mit tegyen a boszorkánytanárnővel szemben.
- Csete – Paté férje. Gyakran veszekszik Patéval. Egy nagy palotában lakik. Törpapa egyik jó barátja. Van egy házisárkánya Nyaff, aki szeret törplabdázni. Magyar hangja: Komlós András.
- Denisa – Baltazár unokahúga és Hókuszpók "kereszt rokona". Baltazárral ellentétben egy jóravaló és kedves teremtés, aki szeret babázni. Egy alkalommal Hókuszpók házában járt és Hókuszpók vigyázott rá. Azonban a babáját Hókuszpóknál felejtette, aki miután megszerezte Hami egyik ruháját és a ruhadarabot a babára varrta, egy fondorlatos varázsige segítségével elérte, hogy hami azt cselekedje, ami a baba fizikai mozgatásával történik. Később egy varázs kristályt is ráhelyezett a babára, amin keresztül képes volt hallani is a törpöket, ugyanakkor Hamit hipnotizálni és ugyanazokat a szavakat mondatni vele, amiket maga Hókuszpók mond. Denisa időközben összebarátkozott Törpirivel is. Mivel mindketten "kitaszítottak" voltak a saját környezetükben, ezért hamar megtalálták a közös összhangot, emiatt pedig örök barátok lettek. Denisa egyik különleges képessége, hogy hihetetlenül hatalmas és erős (talán "mágikus") hangerővel rendelkezik, amely Denisából akkor tör elő, amikor az események az ő számára kedvezőtlen fordulatot vesznek (pl. nem kapja meg a babáját) és a belőle előtörő hang olyan erős, hogy szinte képes bármit megsemmisíteni (legyen az egy hétköznapi, vagy mágikus tárgy), ugyanakkor egy illetőt azonnal térdrekényszeríteni.
- Egérke – Szakóka házi egere.
- Fakopáncs – Egy fakopáncs, ki csak egyszerűen a törpöket nézi, mikor a gátnál dolgoznak. Csak egyszer egy nagyon rövid jelenettel látható. A sorozatban nem hangzik el róla név, netán a sorozat egy rajongója Kopp néven nevezte el.
- Fanyaróka – Fanyaróka egy szolgálónő Gerard király várában. Takarít, főz, mosogat, süteményt süt a várban. A törpöket is nagyon kedveli. Magyar hangja: Győri Ilona.
- Ginilda – A jó tündér. Egy jóságos tündér, aki segít másokon. Egyszer Haminak kölcsönadott egy varázsedényt, ami egy varázsszóra zabkását készített. A többiek Hamihoz mentek zabkását kérni, hogy megkóstolják. Okoska későn ment és már nem kapott belőle. Okoska befestette az egyik edényét, amit kicserélt a varázsedényre. Okoskának a zabkását sikerült elkészítenie, de a leállító varázsige, már nem jutott eszébe. Okoska nem a megfelelő varázsigét mondta és ezért az edény elárasztotta a faluban a zabkását. Haminak nem működött az edény és a fejére szorult. Közben nem látva elsétált a faluból. Ismét találkozott Ginildával és a faluba siettek. Még idejében elállították a zabkása folyását. A többiek megmenekültek. Okoska eltakarította a faluból zabkását és Hami segített neki egy kicsit, hogy jó sokat evett belőle. Ginilda pedig visszakapta a kölcsönadott varázsedényét, aminek hasznát vehetett az árvaházban.
- Gerard király (King Gerard) – Fiatal király. Sokszor parasztfiúnak hiszi magát, és úgy is öltözködik. Eredeti hangja: Phil Proctor. Magyar hangja: Bolba Tamás.
- Grace Winslow – Egy 21. századbeli nő, aki New Yorkban él, és segít a törpöknek, mikor azok odakerülnek. Élőszereplő a mozifilmben. Megszemélyesítője Jayma Mays. Magyar hangja: Zsigmond Tamara
- Gronyó – Egy varázsló, ki egy láthatatlanná tévő köpenyével véglegesen láthatatlanná tette magát, hogy rajta volt a köpeny és víz folyt rá. Ezért a köpenyét egy ládába rakta és elásta a barlangban. A köpenye a tréfái között az egyik módszere volt. Köpenyét Tréfi találta meg és ő is ezzel ugyanígy pórul járt, hogy felvette és víz folyt rá. A végleges láthatatlanságot mocsári iszappal lehetett feloldani. Törpapa és pár törp elmentek a mocsárhoz, hogy iszapot hozzanak. Szerencsére velük tartott Tréfi és így ő a láthatatlanságával meg tudta tréfálni a mocsári ragyáka és így sikerült nekik iszapot szerezniük. Mindketten sikerült újra láthatónak lenniük.
- Gurdi – A kis Dzsinn. Kerti törp a mestere. Elhagyja a falut, majd Vili lett az új mestere, aztán Hókuszpók. Mikor minden törpöt elfogott Hókuszpók, közben Törpapa beleírt egy mondtatot Hókuszpók könyvébe, amit véletlenül beleolvasott az olvasnivalójába és így ismét Kerti törp lett az új mestere. Végül kiszabadította a törpöket Hókuszpóktól. Magyar hangja: Kökényesi Gábor.
- Hangcsináló (Noisemaker) – Egy nagyfülű manó, aki nagyon sok hangot csinál egy-egy üvegcsébe. Magyar hangja: Dengyel Iván
- Henrik – Laura ifjabbik bátyja. Megmenti húgát és Törpillát a többiekkel az Erdei banya házából. Magyar hangja: Bolba Tamás.
- Hófaló – A Hófaló Yeti, a förtelmetes hószörnyeteg. A fagyos hegységekben, a jéghegy csúcsán él. Egyszer mikor a törpök farönköt emeltek, Okoska megkérte Ügyifogyit fogja meg a szerszámos ládáját. De Ügyifogyinak tartania kellett a kötelet és figyelmetlensége miatt elengedte, így a farönk megütötte Törpapát. Törpapa megkérte Ügyifogyit hozza el a laboratóriumából a hóvirágport, ami gyógyítószer volt. Ahogy Ügyifogyi szaladt, futás közben egy kőben megbotlott és a vízbe ejtette a port. Így néhány Törpnek el kellett mennie a jéghegy csúcsára, hogy új virágport hozzanak. A Hófaló Jeti útközben megpillantotta a törpöket miközben másztak fel a hegycsúcsra. Törpilla virágszedés közben a Jeti hangját meghallva megcsúszott. A Jeti azonban megmentette. A többiek füstjeleket adtak segítségül. Törpapa és még néhány törp utánuk eredt. Hófaló Jeti megszerette Törpillát, egy szőrmebundát, hópelyhet és jégcsapott adott neki ajándékba. Mikor kiment, a többi törp meglátta őt és megijedtek tőle és egy kis tűzzel megpörzsölték. A Jeti meghallotta, hogy Törpilla közben bajban van és visszament a barlangba. Egy pók megfogta Törpillát, de az eldobta magától. A többiek csapatba álltak és Törpilláért eredtek. Azt hitték a Jetiről, hogy ő gonosz, és el akarja rabolni Törpillát. De Törpilla azt mondta, hogy ő csak magányos és szeretné ha vele maradna. Törpapa adott neki is virágport a megpörzsölt sebére, ami meggyógyította. Törpapa azt mondta neki, hogy a hegycsúcson van egy virág, ami egy évben egyszer virágzik. Ő megmutatta a barlangját, és a helyet, ahol a sok virág nő. A törpökkel megosztozott a virágporon, jókedvű lett. Ettől kezdve a törpök minden évben elmennek hozzá a virágzás idején Törpillával és minden évben találkoznak. Magyar hangja: Dengyel Iván.
- Időapó (Father Time) – Szigorú varázsló, az ő kezében van a Jövő. Imádja Tavaszanyó áfonyalekvárját. Fehér köntösben van, hosszú szakállat visel. Ő is Törpapa jó barátai közé tartozik. Eredeti hangja: Alan Oppenheimer. Magyar hangja: Galamb György.
- Janó (Johan) – Királyi apród, aki megtalálja a csodafurulyát, amit a törpök készítettek. Van egy kis növésű apródja Bibice. Egy öreg varázsló, Furfangusz segíti őket. A sorozatban szerepelt ugyan, de nem volt fontosabb szerepe. Eredeti hangja: Michael Bell. Magyar hangja: Lippai László.
- Jonsy – Bedfort herceg fia.
- Károgi – Egy mesekönyvbeli mocsári ragya. Ragya kapitány és Varangy Bogi őt álcázva szabadították meg a törpöket a többi mocsári ragyától.
- Kék szemű – Az aranypatkós, narancsszínű lovacska. Az égből kese országból érkezik a földre. A földiek közül Törpilla és Sziamiaú különlegesek és látják őt, de rajtuk kívül kettőjük kivételével nem láthatja őt senki sem. Édesanyja iskolába küldi őt, de nem akar iskolába menni inkább lecsúszik egy szivárványon és így kerül a földre. Elejti egyik patkóját amit Hókuszpók talál meg és elviszi Baltazárhoz. Törpillával megismerkedik és össze barátkoznak. Foglyul ejti Hókuszpók és Baltazár Törpillát és őt is tudatlanul. De egy csellel vissza szerzik a patkót és Törpilla a hátra ülve kirepül vele. A törpök közül se látja őt senki más sem, de elhiszik Törpillának. Édesanyja pedig megdicséri Törpillát, miért hazajuttatta fiát és Törpillát is hazakíséri.
- Kelep – Egy gólya. A törpök madara, kivel a hátán utazva repülnek.
- Kiscica – Egy aranyos cirmos kiscica, egyszer Hókuszpók kalyibájának ajtaja előtt nyávog, de Hókuszpók elküldi, máshoz menjen. A sorozatban nem hangzik el róla név, netán a sorozat egy rajongója Cirmi néven nevezte el.
- Kisegerek – Az egyik egy aranyos kisegér, a fagyos hegységekben. Hasonlít Nyifire, Törpilla egyszer találkozott vele, mikor beszaladt egy barlangba. Csak egyszer egy rövid jelenettel látható. A sorozatban nem hangzik el róla név, netán a sorozat egy rajongója Cini néven nevezte el. A másik egy aranyos kisegér, akit Törpilla kapott ajándékba Tréfitől. Nagyon hasonlít Nyifire. Csak egy rövid jelenettel látható. A sorozatban nem hangzik el róla név, netán a sorozat egy rajongója Pici néven nevezte el.
- Kutymorgó/Tutu (Puppy) – Kutymorgó egy halhatatlan és örökifjú 1000 éves, mágikus kölyökuttya. Halhatatlanságának a titka a titokzatos medál, amit a nyakában visel, és ami "minden mágia kulcsát" tartalmazza. A medált csupán a "kiválasztott személy" tudja kinyitni, mindenki mást, aki a kinyitással próbálkozik, erős villámcsapás sújt (eddig Törpicúr volt az egyetlen, aki képes volt a medált kinyitni). Kutyomrgó Omni apó kedvenc háziállata, aki azt a törpöknek ajándékozta. Kutymorgó hűséges háziállatként védelmezte a továbbiakban a törpök faluját, így többek között Sziamiaú méltó és veszedelmes ellenfélre talált benne. Eredeti hangja: Frank Welker. Magyar hangja: Bartucz Attila.
- Laconia/Flóra tündér – Egy aranyos kis virágtündér, nem tud beszélni, csak mutogat.
- Laura – Laura egy aranyos kislány. Egyszer a bátyjai nem figyeltek rá ekkor egyedül akart lenni és összetartott Törpillával, mivel őrá se figyeltek a többiek és ő is egyedül akart lenni. Az Erdei banya házába akarnak megszállni. De az Erdei banya rájuk talált és foglyul ejtette őt és Törpillát a házában. De Törpapa, a többi, az ő bátyjai és az ő apja megmentette őt és Törpillát az Erdei banya házából. Magyar hangja: Soproni Ági.
- Laura apja – Laura édesapja. Megmenti lányát és Törpillát a többiekkel az Erdei banya házából. Magyar hangja: Uri István.
- Legyecske – Szakadtka házi legye és szereti a sarat.
- Lilla királynő – Tündérország királynője. Egyszer Hókuszpók ellopta az ajándékba kapott aranyát, amit két tündértől kapott. Az aranyat egy farönk alól lopta el, miután a két tündér alátette és elment. Fia a herceg ezt meglátta és azt hitte a törpök lopták el az aranyát. Ezért vissza akarat szerezni tőlük a hadsereggel. De Lilla királynő a hadsereget és a herceget féken tartotta, mert rájött arra, amiben már előtte is biztos volt, hogy nem a törpök lopták el az aranyat. Rájöttek az aranyat Hókuszpók lopta el valójában, mivel repülve meglátta Törpapával együtt. A törpök ezek után segítettek a tündéreknek, hogy Hókuszpók többet ne fosztogassa őket. Magyar hangja: Pápai Erika.
- Locsifecsi madár – Egy beszélő Beó madár, egyszer a szárnya megsérült és Ügyifogyi elvitte aprajafalvába. Törpapa gyógyította meg a szárnyát. A faluban sértődéseket okozott a törpök között az örökös mondatismételgetésével. Miután meggyógyult a szárnya elrepült. Hallott egy varázsszót Vilitől. Ne légy csacska, inkább kacsa. Ezután ezt ismételgette mindig, amikor meglát egy törpöt és a törpök kacsává változtak. Besétáltak Vili zsákjába az erőben. Törpapa megkereste a visszaváltoztató varázsszót. Törp voltam és törp leszek, kacsacsőr isten veled. Ekkor meghallotta ezt a varázsszót is és mikor meglátott egy kacsát, ezt a varázsigét kezdi el ismételni. Törpapa és Törperős elindultak, hogy kiszabadítsák a többieket. Beleestek Hókuszpók hálójába. Hókuszpók ekkor szabadon engedte a törpkacsákat, mert nem szerette a kacsatollat. Ekkor elismételte a varázsigét és a törpkacsák, vissza változtak. Hókuszpók meglepve elejtette Törpapát és Törperőst is és így mind megszabadultak. Ezután pedig a hazarepült Aprajafalvából.
- Marina – Egy szép sellőlány. Egy alkalommal az édesapja a sellőkirály elrontja a gyomrát és ő elmegy neki gyógynövényt hozni. Útközben ragadozó halak támadják meg és Ügyi menti meg. A törpöknek elmeséli, hogy mit szeretne és segítenek neki elhozni a gyógynövényt melyet egy gonosz manó őriz. Elmegy néhány törp oda, de a gonosz manó nem akar nekik adni belőle, ezért foglyul ejti őket. Az otthon maradt törpök – mert aggódnak értük – páran utánuk mennek. Hami sütit ad a gonosz manónak, amit nagyon szeret és így szabadul engedi őket és ad nekik belőle. Törpapa meggyógyítja a királyt de e közben Ügyinek megtetszik a lánya és neki is Ügyi. De mivel Ügyi csak a szárazföldön tud élni, ő pedig csak a vízben, így nem maradhatnak együtt. Ügyi kigondolt egy ötletet, hogyan élhetne a víz alatt, de egy terve sem vált be. Így végül egy virágot küldenek egymásnak, ami emlékezteti őket egymásra. Néha a későbbiekben a vízparton találkoznak. Magyar hangja: Detre Annamária, Kocsis Judit.
- Méhkirálynő/Mézecskekirálynő – A méhek kaptárának királynője Botanikában. Egyszer Törpszakáll és a törpifjoncok elutaztak oda. Egyszer gonosz darazsak elrabolták őt és a méhek kaptárát megtámadták. Ekkor a törpök és a méhek védekeztek a darazsak ellen. Unokaöccse Zümzüm és Törpiri mentették meg őt közösen. Magyar hangja: Tolnay Klári.
- Mela – Melák felesége. Melákkal együtt elmennek a bálba, addig a törpök vigyáznak Unokaöccsükre Melusra. A törpök megbarátkoznak vele. Magyar hangja: Mányai Zsuzsa
- Melák (Bigmouth) – Melák egy óriás, aki általában mindig éhes, és az étel megszerzésén kívül semmi más nem érdekli. Eleinte önző, kapzsi és nemtörődöm jellemvonások jellemzik. Pl.: meg akarja enni a töpök összes téli élelemforrását, vagy éppen Hókuszpókot zaklatja élelemért – több alkalommal is. Először a törpök ellensége, de később a törpök megbarátkoznak vele. Az Ügyi által épített Törprobottal örök barátságot kötött, ezért innentől kezdve a "törpök védelmezőjévé" vált. Eredeti hangja: Lennie Weinrib. Magyar hangja: Vajda László / Dengyel Iván / Kránitz Lajos.
- Melus – Kisbaba óriás, Melák unokaöccse. Egyszer, mikor Melák és Mela bálba mennek megkérik a töpifjoncokat, hogy vigyázzanak rá. A törpifjoncok gondját viselik és megbarátkoznak vele.
- Mókica/Csirip – Vadócka legfőbb mókus barátja, gyakran kíséri Vadóckát és segít neki.
- Műsárkány – A Műsárkány a törpök által egy megépített szerkezet, amellyel védekeztek a valódi sárkány ellen.
- Norman – Laura idősebbik bátyja. Megmenti húgát és Törpillát a többiekkel az Erdei banya házából. Magyar hangja: Horváth Zoltán.
- Nyaff – Csete és Paté palotájának sárkánya. Szeret a törpökkel törplabdázni.
- Nyifi – Egy aranyos kisegér, akit Törpilla talált az erdőben. Beteg volt és ezért Töpapa adott neki egy olyan édes egérpépet, amitől meggyógyult. A törpök azt mondták Törpillának vigye vissza őt az erdőbe háta van családja, de nem talált az erdőben családtagot, ezért úgy döntött Törpillával akar továbbra is maradni. Mikor Töpapa laboratóriumában tűz volt, időben értesítette a törpöket. Utána másnap reggelre már öregségére elhunyt. Eltemették Nyifi testét a Törpök. A törpök rárajzolták belevésve Nyifi arcát a sírkövére. Törpilla a virágot bosszúsan rádobta a sírjára, majd bánatában elhagyta aprajafalvát, mert nagyon hiányzott neki Nyifi. A fagyos hegységekbe ment, ahol találkozott egy egérrel, aki hasonlított Nyifire és beszaladt a barlangba. Találkozott egy mókussal is akit sas üldözött. Törpilla megmentette a Mókust, a sastól. Törpillát pedig a többiek mentették meg, mikor majdnem egy szakadékba esett, de szerencsére megakadt. Mikor hazaértek ismét meg emlékezet Nyifiről Törpilla. Ígérte nem felejti el őt soha sem, de még tovább kell élnie. Törpilla saját szeretetét így most gondolatán keresztül továbbította Nyifi szellemének. Másnap reggel Tréfi hozott Törpillának ajándékba egy kisegeret aki hasonlított Nyifire.
- Omniapó/Furfangusz (Homnibus) – Öreg varázsló, Törpapa barátja. Szigorú, elővigyázatos ember, alakja hasonlít Időapóéra. Omniapó az egyike azon kevés varázslóknak, akik tudatában vannak a törpök létezésének (ugyanis a varázslótársadalom nagy része még csak hinni sem akar abban, hogy léteznek törpök – ld.: A repülő varázsló c. epizód). Van egy mágikus, halhatatlan és örökifjú 1000 éves kutyája, Kutymorgó, akit idővel a Törpöknek ajándékoz. Az egyike azon kevés embernek, aki a törpök jóbarátja és segítője. Gyakran találkozik Törpapával, akivel mindig egy sakkjátszma közepén beszélik meg az egymás, és a varázslás tudományának ügyes-bajos dolgait. Egy alkalommal kirabolja őt egy fiatal fiú, de Omni apó a fiú védelmére kel és a gyámsága alá veszi őt. Eredeti hangja: Alan Oppenheimer. Magyar hangja: Rátonyi Róbert és Móni Ottó.
- Pallador varázsló – Egy jóságos varázsló. Törpapát iskolás korában tanította meg sok varázslatra. Egy sziklába varázsolták a gonosz druidák, míg ő a gonosz druidákat egy fába varázsolta.
- Paté – Csete felesége. Gyakran veszekszik Csetével. Egy nagy palotában lakik. Törpapa egyik legjobb barátja. Van egy házisárkánya Nyaff, aki szeret törplabdázni. Magyar hangja: Némedi Mari.
- Patrick Winslow – Egy 21. századbeli férfi, reklámszakértő egy kozmetikai cégnél, Grace férje, akik sokat segít a törpöknek, mikor azok New York városába kerülnek. A mozifilmben élőszereplőként szerepel. Megszemélyesítője Neil Patrick Harris.
- Phitlic – Egy manó, ki föld alatt él. Kincseket bányászik a föld alatt. Egyszer Aprajafalvába tévedt, mikor Ügyi egy mélyedést ásott és Ügyifogyi véletlen abba esve a fejére esett. Napfényben nagyon rosszul lát. Nagyon megtetszik neki Törpilla a hangjáról és az illatáról. Feleségül akarja venni. De végül mégsem Törpillát veszi feleségül, egy hozzá való párt vesz feleségül Dianát. Magyar hangja: Petrik József.
- Piramis – Egy cirkuszi elefánt. Nagyon megszereti Törpicúrt. Baltazár palotájában, akarják felléptetni. De nem akar szerepelni, ezért Baltazár megkötteti és ha nem marad nyugton, akkor meg akarja etetni a házi sárkányával. De Törpicúr berepül a palotába a Törpicirkuszból, mikor belemászott a cirkuszi ágyúba. Ekkor a törpök elmennek, hogy kiszabadítsák Törpicúrt. Törperős elvesztette már a bátorságát, hogy előtte elszédült és leesett a kötélről, hogy a kötélen mászva Okoska véletlen megrántotta a kötelet. De újra összeszedte bátorságát és sikeresen megmentette Törpicúrt. Ekkor Piramis elszakította a kötelet és megmentette a törpöket Baltazártól.
- Pörrög – Egy erdei manó. Ki rossz tréfákkal vicceli meg a törpöket. Mikor Hókuszpókot is megtréfálja egy rossz tréfával, az rosszul sül e. Hókuszpók elkapja a törpifjoncokat a tréfája során. De ő megmenti őket, viszont őt elkapja helyettük. De a törpifjoncok megmentik őt is. Ezek után már csak jó tréfákkal viccelte meg a törpöket.
- Ragya kapitány – A mocsári ragyák egyik kapitánya. Varangy Bogi apja. Csak ő hiszi el a fiának, hogy nem ő fogta el a törpöket, hanem a törpök mentették meg őt. Ezért álruhában Károgi nevű alaknak öltözve kiszabadítja fiával a törpöket a mocsári ragyák fogságából. Magyar hangja Maróti Gábor
- Sárkány bébi – Egy kis sárkány, kit a törpök az erdőben találtak, mikor pöszmétét mentek el szedni és lusti lefeküdt egy kőre. Nagyon szerette a pöszmétét a törpök elől mindig befalta. Hókuszpók elviszi a törpöktől, hogy segítsen neki a falut felgyújtani. Mikor lezuhan Hókuszpók repülőjárgányáról, a mamája elkapja és ölébe veszi.
- Sellőkirály/Vízi király – A Sellőkirály Marina édesapja. Elrontja a gyomrát és a lánya meg a törpök gyógyítják meg. Magyar hangja: Kenderesi Tibor.
- Simon – Simon egy óriás gyerek. Az erdőben eltéved és a törpök segítenek neki, hogy hazataláljon. Először a törpöket megkedveli, de mivel, hogy nagyon nagy, ezért nem engedik, hogy bemenjen a falujukba. Megharagszik rájuk és elszalad, és akkor találkozik Hókuszpókkal. A varázsló kedveskedni próbál neki, és ezért megajándékozza egy gyűrűvel, amivel az akaratát tudja irányítani, hogy eltapossa Aprajafalvát. A falu helyett azonban csak gombákra találnak és miközben Hókuszpók mellől elmarad, a törpök újra megtalálják őt. Törpapa is készít egy gyűrűt amivel Hókuszpók gyűrűje fölött próbál uralkodni. Ezzel a gyűrűvel Simon akaratát irányítva hazajuttatják őt. Mikor hazaér, Törpapa feloldja neki a varázslatot és elmesélik neki mi történt. Ekkor megköszöni nekik, hogy segítettek neki és a szülei is nagyon boldogak lesznek. Édesapja pedig megbosszulja Hókuszpókot, amiért rosszat akart fiának. Magyar hangja: Bolba Tamás.
- Sir Lancelot – Egy nem valódi lovag. Azt állítja magáról, hogy ő a kerekasztal egyik lovagja. Mikor a falut sárkány támadta meg, Törperős szembe akart szállni a sárkánnyal, de egyedül nem tudott elbánni vele. A lovag Sir Lancelot az erdőben összetalálkozott Törperőssel, aki megkérte őt, hogy bánjon el a sárkánnyal. Azt állította a törpöknek, hogy nagyon bátor lovag és ki mer állni a Sárkánnyal szemben. A törpök beleegyeztek, de Törpapa szélhámosságot gyanított róla. A Törpök készítettek egy műsárkányt, amivel szemben bizony ki is mert állni, de mikor jött a valódi Sárkány feladta a harcot. Ekkor rájöttek, hogy mégsem valódi lovag volt, csak egy közönséges szélhámos. Ekkor Törperős a sárkányt a folyóhoz csalogatta és a vízbe a sárkány beleesett. Törperős is a folyóba esett, de őt a törpök szerencsésen kimentették. Ekkor Törperőst harci tettéért kinevezték Sir Törperősnek, amiért megmentette a falut a sárkánytól. Eredeti hangja: Peter Cullen. Magyar hangja: Kránitz Lajos.
- Szakóka – Egy öreg ember. Egy kastélyban lakik. Egyszer a törpök betévedtek hozzá, mikor leégett az élésraktáruk és délre indultak, hogy élelmet keressenek. Mivel félt a váratlan látogatóktól, ezért szellemes hangokkal és látványokkal ijesztgette a törpöket, hogy elijedjenek. De a törpök meglátták, mikor Tréfi meglepetésként adott neki egyet a robbanós dobozaiból. Ekkor a törpökkel megosztozott. A törpök megtalálták az értékes dolgait, amit az egér elrejtett. Egérkével is megosztoztak. Magyar hangja: Horváth Gyula.
- Szépike – Egy szép nimfa. Hókuszpók keresztapja Baltazár tartja őt ketrecben. Azt ígéri neki Baltazár, ha elhozza neki a legbölcsebb törpöt, akkor szabadon engedi. Elmegy Aprajafalvára, hogy befogja a legbölcsebb törpöt. Törpapának megtetszik Szépike. Házasságot akarnak kötni Törpapával, de a házasság csak a terv egy része. De a törpök, Törpillán kívül nem szívelik Szépikét, mert valami rosszat sejtenek róla. Mikor Törpapával közösen elmennek az erdőbe, akkor Törpapát elkapja a gonosz varázsló Baltazár és Szépikét szabadon engedi. De később megbánja ezt Baltazár, mert a törpök elmennek a palotájába, hogy kiszabadítsák Törpapát. Kiszabadítják a többi foglyul ejtett állatot is. Baltazár utánuk szaladt, hogy ismét befogja az állatokat, de a házisárkánya ezt féken tartotta. Utána pedig Törpapa és Szépike megszerették egymást és a Törpök is megszerették Szépikét. A törpök ünnepséget rendeznek Törpapa tiszteletére. Van egy Szépike nevű törp is. Magyar hangja: Oszvald Marika
- Szivárványkobold/Lápimanó/Michaelmanó – Egy kedves kobold, aki a szivárvány ünnep idején aranyat tesz egy üstben, a szivárvány egyik végére. Egyszer Tavaszanyónak dolga akadt, mert egy vulkánnal kellett foglalkoznia. Így ezért Törpapának adott egy könyvet, amiből a törpök tudták, hogy kell összeállítaniuk a szivárványt. Mivel két hozzá való hiányzott, egy sárga festék és egy keksz. Mivel Törpingáló az összeset felhasználta a nap pingálásához és mivel Törpicúr megevett egyet. Így nem lett tökéletes a szivárvány, mert hiányzott belőle a sárga szín. Ekkor nem tehetett aranyat a szivárvány végére és a törpök sem tudtak ünnepelni, mivel nem lett tökéletes a szivárvány. Ekkor az arannyal tökéletesítette a törpök szivárványát, úgy, hogy Tréfi egyik robbanó dobozába öntötték az aranyat és bele lőtték az üres helyre, majd ott felrobbant. Így meg tudták mégis tartani a szivárvány ünnepet. Viszont Hókuszpók mikor megérkezett üresen találta az üstöt. Ekkor nem akarta elárulni, hogy az arany benne van szivárványban és a szivárvány sárga színe az arany, hogy a törpök befejezhessék az szivárványünnepet. Így aztán átverte Hókuszpókot, hogy az arany a szivárvány másik végén van. Hókuszpók elindult a szivárvány másik végére. De attól függetlenül, hogy nem ért oda vagy mégis nem találhatta meg az aranyat és a szivárvány másik végén üres üstöt sem talált. Magyar hangja: Tóth Titusz / Botár Endre.
- Tavaszanyó (Mother Nature) – A Természetet irányító tündér, Törpapa jó barátja. Sokkal türelmesebb, mint A férje, Időapó. Ő kezeli az évszakok váltakozását is. Egyszer Lustit véletlenül vörössé változtatta, és később Hókuszpók és Bibircsóka kezébe kerül. Chlorinda gonosz varázslatára egyszer gonosszá válik, Furfangusszal együtt. Eredeti hangja: June Foray. Magyar hangja: Győri Ilona.
- Theodor herceg – Fiatal herceg. Magyar hangja: Bolba Tamás.
- Tündérherceg – Lilla királynő fia. Egyszer mikor Hókuszpók ellopta Lilla királynő aranyát, azt hitte a törpök lopták el. Ezért elment a hadsereggel, hogy lerombolja a falujukat. De Törpapa és Lila királynő időben féken tartotta. Ezután már belátta, hogy a törpök mégis csak a tündérek barátai, miért megvédték palotájukat Hókuszpóktól, hogy többet ne fosztogassa Hókuszpók a tündérek aranyát.
- Vándorvarázsló – Egy varázsló, aki vándorol. Van egy mesekönyve. Ha abba valaki mesét ír, az a mese igazzá válik.
- Varangy Bogi – Egy mocsári ragya. Ragya kapitány fia. Még gyermek ezért jóságos is. A mocsári ragyák vadsázni küldik őt az erdőbe. De Szakadékba esik és megakad. A törpök mentik meg őt. Elmesélni a többieknek, de ők nem hisznek neki. Ezért meg is dicsérik, hogy elfogott pár törpöt. Apja hisz csak neki, de a többiek között ő sem mondja ezt el. Végül ők ketten Károgi nevű alaknak öltözve mentik meg közösen a törpöket.
- Victor Doyle – Patrick Winslow mostohaapja, a törpök másodlagos segítője a mozifilmben. Megszemélyesítője Brendan Gleeson.
- Woody – Egy vörös hajú manó, aki Laconia hű szerelme és egyben férje. Nagyon szereti a pánsípjával eljátszani Laconiának a szép zenét. Magyar hangja: Bolba Tamás.
- Zümzüm – Méhkirálynő unokaöccse. Először tehetségtelen méhnek tartja magát. De elnyerte önbizalmát, hogy mégis tehetséges méh. Mikor megmentette közösen Törpirivel, nagynénjét a Méhkirálynőt és egész Botanicát is.

## A törpök ellenségei
(A törpök ellenségeinek nevei, mivel nagyon sok, ezért a megtalálás könnyebbítése érdekében, alfabetikus sorrendben olvashatóak.)
- Hókuszpók (eredeti neve Gargamel) – A törpök legfőbb ellensége, ugyanakkor a "törpök kalandjainak" egyik meghatározó és mozgató alakja. Hókuszpók egy gonosz, korosodó, vézna, toprongyos és "szegény" varázsló (általában sohasincsen pénze – még arra sem, hogy ajándékot vegyen a saját anyjának a születésnapjára), aki egy romladozó kőházban él, egy piszkos és szennyezett mocsár mellett. (Hókuszpók házának az építője nem ismert, annyi bizonyos, hogy Hókuszpók ebben a házban született és az anyja is ebben a házban nevelte őt fel, aki végül külön is költözött és csak időnként jár vissza a fiához látogatóba.) Hókuszpók alaptermészete általában végtelenül gonosz, szívtelen, önző és ellenséges minden élő és élettelennel szemben. Szívből gyűlöli és megveti a szépet és minden olyan dolgot, amit jóként lehet definiálni (barátság, önzetlenség, őszinteség szeretet stb.). Nem rendelkezik önálló varázserővel (mint pl. Bibircsóka) de viszonylag jól ismeri a fekete mágia és az alkímia különféle fortélyait és tudományát, aminek az alapjait varázslóiskolában sajátított el, utána pedig saját maga tökéletesített (elsősorban rossz célokra és még inkább a törpök ellen). Az iskolában gyenge tanuló volt és tanára megmondta, hogy inkább régiségkereskedőnek való és végül kicsapták, mégis tehetséges gonosz varázsló vált belőle. Varázslatait sokszor mégis ügyetlenül kivitelezi. Ha néha mégis sikerrel jár, akkor Törpapa az, akiben méltó ellenfélt talál. A tudását csakis és kizárólag rossz dolgokra használja. Rendelkezik egy rendkívül erős mágikus tárggyal, a Varázslatok Nagy Könyvével (Great Book of Speels), amit a házának pincéjében tart. (A Varázslatok Nagy Könyve csak a telihold utolsó szakaszának éjszakáján aktiválható, és ettől kezdve aktív marad mindaddig, amíg másnap lemegy a nap. A könyv hatalmának előhívásához egy idézés szükséges, utána a könyv utasításokat ad különféle rituálék elvégzésére, viszont ezután bármilyen kívánságot teljesít. Hókuszpók többször is használta a könyvet a törpök ellen, de mindig vagy félreérti a kapott tanácsokat, vagy rosszul közvetíti kívánságát. Örökös zsémbeskedése a könyvet is bosszantja, aki bár a törpök elfogásához rengeteg ötletet ad és számos eszközt varázsol neki, mégsem nevezhető gonosz lénynek a könyv, sokkal inkább semlegesen áll Hókuszpók és a törpök harcához. Inkább eleget tesz mivolta íratlan törvényének és teljesíti tulajdonosa kívánságait.) Hókuszpók egyetlen társa egy öreg, kivénhedt macska – Sziamiaú. Gazdájához hasonlóan Sziamiaú is ugyanolyan gonosz és megátalkodott teremtés, mint maga Hókuszpók. Sziamiaú és Hókuszpók között szoros kötelék van – amelyet mindkét fél igyekszik a saját javára kihasználni. Pl.: Hókuszpóknak ott van Sziamiaú, mint "törpfogó eszköz" ugyanakkor Sziamiaúnak pedig ott van Hókuszpók, aki enni és otthont ad neki. A kettejük kapcsolatát első látásra lehet értelmezni egyfajta "érdekkapcsolatként" is, hiszen Hókuszpók Sziamiaút egyfolytában szidalmazza és egyáltalán nem fordít felé őszinte figyelmet, csak holmi "törpfogóként" gondol rá. Csak akkor eszmél rá hogy mennyire is fontos Sziamiaú Hókuszpók számára amikor Sziamiaú valóban eltűnik Hókuszpók mellől. A végtelenül gonosz varázsló lelkében csupán Sziamiaúval kapcsolatban szövődött némi "gyűlölettől mentes" érzelem. A The Tear of a Smurf – Törpkönny c. epizódban Hókuszpók őszintén aggódig Sziamiaúért. Úgy tűnik hogy Hókuszpók mégsem "végtelenül gonosz" (mint Baltazár vagy Bibircsóka), ugyanis Sziamiaú az egyetlen érzelmi kötődés, amely Hókuszpók lelkét képes a "jó irányba" terelni. Hókuszpók még fiatalkorában találkozott a törpökkel, amikor is a borzalmas varázslóiskolai eredményei miatt el akarták tanácsolni a "mágusképző iskolából". Hókuszpók ezekben az időkben kezdte el tanulmányozni a törpöket, ill. a törpök felhasználásával történő aranykészítést. Első találkozása a törpökkel igen szerencsétlenül végződött, ezért őmaga örök bosszút esküdött. Az elsődleges célja a törpökkel; elpusztítani őket, aranyat csinálni belőlük, megenni őket. A terveit mindenáron igyekszik végrehajtani. Azonban a terveiben mindig van egy gyenge pont, amit a törpök igyekszenek is kihasználni, ezáltal Hókuszpók fölé kerekedni. Bár Hókuszpók a törpök esküdt ellensége és a legtöbbjük szívből gyűlöli is őt, ugyanakkor mégis segítségére sietnek, amikor Hókuszpók igazán bajba kerül – azzal a tudattal, hogy ők maguk jóval jobbak, mint Hókuszpók (ld.: "Szeressük-e Hókuszpókot?") Ugyanakkor hókuszpók is lehet valahol a szíve mélyén "jó" ld: Varázs-zsugor – amikoris igyekszik Törpicúrt megmenteni Sziamiaú elől – mindezt önzetlenül. Magyar hangja: Haumann Péter
- Angelo – Piramis gazdájának, Máriónak segítője. Piramist idomította. Mivel túl szigorú volt hozzá és rosszul bánt vele, ezért végül Márió elbocsátotta.
- Áválóni-tó őre – Egy gonosz szörny, aki Áválón tavánál a liliomgyökeret őrzi. Magyar hangja: Csikos Gábor.
- Bacchus (Bacchus) – Egy vízesés mögött egy rejtett világban él, amit eltörpölt paradicsomnak hívnak. Van egy szolgája Ciceró és egy macskája Cicus. Egyszer Okoska, Hami és Lusti arra tévedtek amikor tűzifát gyűjtöttek télire. Kedvesen fogadta őket a paradicsomban. Szolgált nekik pihenő hellyel édességgel és bújócskás vadászatot játszottak. De a célja a kedveskedésével az volt, hogy csapdába csalja őket. Vagyis a szakáccsal törpfelfújtat csináljon belőlük és megegye őket vacsorára. A törpök megszöktek és az égi szellemet hívta segítségül, hogy megfogja őket. De a törpök az utolsó pillanatban szerencsésen kijutottak, mielőtt a szellem elzárta a kijáratot a paradicsomból. Eredeti hangja: Richard Erdman. Magyar hangja: Velenczey István.
- Baltazár (Balthasar) – Ő Hókuszpók keresztapja, aki még gonoszabb és kegyetlenebb (és bizonyos tekintetben ügyesebb) varázsló, mint Hókuszpók és a Törpök elfogására vonatkozó tervei általában sokkalta halálosabbak a törpökre nézve. Egy hátborzongató kastélyban él egy kopár hegytetőn. Van egy házi hollója, amelyet különféle alkalmakkor használ, valamint egy sárkánykígyó, aki a gazdája kastélyát védő árokban úszkál és aki egyből rátámad a betolakodókra. Baltazár rendkívül kegyetlen és ravasz egyén, aki szinte tiszta gonosz, és csupán az számít neki, hogy utat törjön a saját akaratának közben mindent és mindenkit (még a saját keresztfiát is) eltiporva, aki az útjába kerül. Hihetetlenül egoista, erőszakos és szociopata személyiség aki még dühkitörésekre is hajlamos (még Hókuszpók is retteg a közelében). Bár ő saját magát "varázslóként" definiálja, valójában jóval kevesebbet konyít a mágiához, mint Hókuszpók. Valójában "futurista" nézetekkel rendelkezik (szinte betegesen vágyik arra hogy megismerje a jövőt), a "varázslók korszakát" lenézi, a különfélébb mágiákat pedig egyszerűen elavultnak vagy nevetséges "hókusz-pókuszoknak" tekinti. Sokkalta inkább szorgalmazza az "ipari forradalmat", ezért tudását is általában mindenféle ördögi masinák és pusztító szerkezetek építésére hasznosítja – amelyeket saját meggyőződés szerint sokkalta megbízhatóbbnak tart, mint a különféle varázslatokat. "Varázspálcájának" pedig szívesebben tekinti a muskétáját és a mordályát, amiket elsősorban vadon élő állatok vadászatára használ (ld.: Okoska törp, minden állatok barátja – Brainy Smurf, Friend to All the Animals). Van egy fiatal unokahúga Denisa, aki Baltazárral ellentétben kedves és jóravaló teremtés és aki idővel összebarátkozik Törpirivel is. Eredeti hangja: Keene Curtis. Magyar hangja: Velenczey István / Farkas Antal / Szabó Ottó.
- Baltazár házisárkánya – Baltazár legnagyobb háziállata és palotájának kapuját őrzi.
- Bibircsóka/Agáta (Hogatha) – Gonosz boszorkány, Chlorinda után a sorozat második leggonoszabb szereplője. Nagyon kegyetlen tud lenni. Ő és Hókuszpók kölcsönösen nem kedvelik egymást. Nagyon sok varázsfőzetet készít, már állatokat is kínozott. Sorsa: Törpapa beledobta a medálját a lángoló kandallóba, így elveszítette egy életét a kilencből. Gyakran jár Walpurgis–éjre, más összejövetelekre. Beszédhibája, hogy állandóan horkantgat, emiatt az egyik részben amikor törppé változtatja magát, a Törpapa Horkinak nevezte el és így is szólították. Nagyon hasonlít egy disznóhoz. Eredeti hangja: Janet Waldo. Magyar hangja: Némedi Mari.
- Bobó – A Cirkuszigazgató. Az erdőben rátalál Törpillára és Ügyifogyira. Befogja őket sztároknak. Gyakoroltatja velük a szerepet. De mikor előadást tart éppen elered az eső és Hókuszpók is meg jelenik a nézőtéren. Hókuszpók elaltatja a két törpöt és így nem tudják szerepüket előadni. Eközben Törpapa és a többiek megmentik őket. Ez után bosszúból Hókuszpókot és Sziamiaút fogja be sztárnak, de szerepüket nem tudják előadni. Végül megkergeti mérgében Hókuszpókot és Sziamiaút. Van egy kutyája is Bubu. Magyar hangja: Csurka László.
- Boszorkánytanárnő – Az ifjú boszorkányok tanárnője. Tanítványait gonosz varázslatokra akarja megtanítani. Egyik tanítványa Brenda ellenkezik csak vele, mert ő jóságos. Magyar hangja: Némedi Mari.
- Bubu – Bobó kutyája. Be van tanítva és idomítva mutatványos sztárkutyának. Magyar hangja: Láng József.
- Chlorinda/Chlorhydra/Klorihidra (Chlorhydris) – Ő egy boszorkány, aki valaha királyné volt, egy lánya is született Priscilla. Miután megölte a férjét és lánya szeretőjét, elüldözte öreggé változtatott leányát, s így egymagában él. Nagyon gonosz teremtés. Fő célja, hogy eltüntesse a szeretetet. Ezért már a kívánságkútnál is próbálkozott, már a gonoszság gyökerét is elültette, megszerezte Laconia virágtündért, meg a jég varázspálcát. De minden terve kudarcba fulladt, mert a sorozat főszereplői megakadályozták. Az egyik epizódban (Klorihidra elveszett szerelme / Chlorhydris' Lost Love) találkozhatunk a szerelmével, Manfréddal, s azért lett ilyen gonosz Chlorinda, mert a szeretőjét elcsábította egy gonosz Drusilla nevű lány. Ám amikor a törpök segítenek neki visszaszerezni a szerelmét, megjavul. Eredeti hangja: Amanda McBroom. Magyar hangja: Náray Teri.
- Ciceró – Bacchus szolgája a paradicsomban. Tervekben és kiszolgálásban segít neki. Magyar hangja: Balázsi Gyula.
- Cicus – Bacchus kiscicája a paradicsomban. Zsákmány megszerzésben segít neki.
- Csokness-i szörny – Egy csokoládé mocsárban lakó szörny. Egyszer Törpapa mikor Okoskát és Ügyifogyit elküldte oda, hogy csokoládét hozzanak, véletlenül felébresztették őt. Okoska véletlenül a szemüvegjét is elejtette és az ő markába került. Törpapa elment a szunyóka földre, a homokemberhez, homokot kérni, hogy új szemüveget csináljanak Okoskának. A homokember nem akart homokot adni a törpöknek. De a törpök nagy hanggal addig kényszerítették a homokembert, míg végül abban egyezett meg a Törpökkel, hogy ha hoznak neki csokit, akkor ad nekik homokot. Elmentek még egyszer a csokoládémocsárhoz. A Szörny nem akarta Okoska szemüvegjét vissza adni, mert neki is szüksége volt rá. De megegyezett a törpökkel, hogy ha övé maradhat a szemüveg, akkor ad cserébe nekik csokit. Okoska neki ajándékozta a régi szemüvegjét, a csokit pedig elvitték a szunyóka földön levő homokemberhez, aki adott cserébe homokot. Ügyi ennek segítségével elkészítette az új szemüvegjét Okoskának.
- Diana – A barlang őrzője. Magyar hangja: Schubert Éva
- Drusilla – Egy gonosz lány, aki egyszer elrabolta Chlorinda fiatalkori szerelmét. Magyar hangja: Kiss Erika
- Dzsinn/Palack szelleme – Egy rossz tréfás szellem. Százévente egyszer kijön a palackból, ha leveszi valaki a palack kupakját, és aki tudja a jelszavát "Mirákulum Mirákuli", neki három kívánságát teljesíti. De napnyugta után visszamegy a palackba, akárki akár ha kíván tőle bárki akár ha nem és nem jön ki a palackból újabb száz esztendeig. Okoska és Ügyifogyi találták meg a vízben. Magyar hangja: Bodor Tibor.
- Erdei banya (Crone in Woods) – A gonosz erdei banya foglyul ejti Törpillát és annak barátnőjét, Laurát. Van neki egy véreb kutyája, akit Lucifernek hívnak. Ő csak egyetlen epizódban, a „Törptestvérben” (Sister Smurf) szerepel. Magyar hangja: Némedi Mari.
- Fallon – Egy gonosz tündér, aki meg akarja szerezni a csodacsörgőt. De a csörgőt Törpicúr elcseréli a tündér csörgőjével, és így először rossz csörgő kerül hozzá. Később hozzá kerül a csodacsörgő is, de a törpök megakadályozzák tervét és visszaveszik a csörgőt. Magyar hangja: Tóth Titusz.
- Főti/Rőti – Egy gonosz ördög alak, aki meg akarja szerezni az ókori manók kincsét. De az ókori manók szelleme, addig nem adja oda neki, míg el nem hoz a rettegés völgyéből három dolgot. Az óriás keselyű egy tollát, egy kis tüzet a vulkánból és a mesés kék gyémántot a barlangjából. Vagy míg meg nem győz egy szépséges tiszta szívű lányt, hogy menjen hozzá feleségül. Törpillát fogja el, hogy a felesége legyen. Egy varázs cipőt ad Törpillának ajándékba, ami segítségével tud táncolni. De azzal át akarja verni, mert azt a cipőt tudta irányítani merre menjen. A törpök elmentek a várába, hogy kiszabadítsák Törpillát. Egyezett velük ha a rettegés völgyéből, elhozzák neki azt a három dolgot, akkor vissza adja nekik Törpillát. A törpök három csapatban, el is hozták neki, mind a három dolgot. De végül átverte őket, elvette tőlük a dolgokat és mégse adta vissza Törpillát. Ekkor Törpapa kézbe vette a varázskönyvét. Megkereste a varázscipő hatalmát. Elmondta azt a varázs mondatot, amivel feloldotta a varázscipő hatalmát. Ekkor Törpilla megszabadult. Törpapa meg őrá és szolgáira tett varázscipőt. Ekkor megijedt és a kincseket kiejtette a kezéből, majd a tavi sárkány bekapta, majd elvesztette mindkét esélyét amivel övé lehetett volna az ókori manók kincse. Így végül nem lett az övé, se Törpilla, se a három dolog a rettegés völgyéből, se az ókori manó kincse. Magyar hangja: Kautzky József.
- Fullánkkirály – A darázsdárdások királya. El akarja foglalni Botanicát. De a terve füstbe megy. Végül megkönyörülnek rajta. Magyar hangja: Salinger Gábor.
- Gonosz druida (Evil druid) – Egy gonosz druida, aki meg akarja szerezni az időtojást. Magyar hangja: Velenczey István.
- Gonoszság gyökere – Klorihidra gyökere, aki gonosszá változtatta a törpöket (kivéve Törpicurt), de a törpöknek sikerült elpusztítaniuk.
- Harold/Edgár – Bibircsóka madara, kinek a hátán repülve utazik. Magyar hangja: Szokol Péter.
- Hoptapi (Hotap) – Törpapa ősellensége, akit denevérektől ijedős szárnyas koboldok szolgálják. Eredeti hangja: Rene Auberjonois. Magyar hangja: Elekes Pál
- Hókuszmama (Mummy) – Boszorkány, fiához (Hókuszpókhoz) hasonlóan utálja a törpöket. Sőt gyakran utasítja fiát, hogy pusztítsa őket. Eredeti hangja: June Foray. Magyar hangja: Vajay Erzsi és Kassai Ilona. Hókuszmamának összesen három gyereke van. Hókuszpók és két lány az Ikerboszorkányok. (Twins Witches)
- Hókuszpók bábuja – Egyszer Tréfi csinált egy bábut, ami úgy nézett ki mint Hókuszpók és életre keltette varázsigével. Az erdőben Hókuszpók kezébe került a bábu, és hatalmába kerítette varázslattal. Hókuszpók azt parancsolta neki, hogy pusztítsa el Aprajafalvát. De Tréfi egy varázsigével közbelépett. Visszaváltoztatta jóságos bábuvá, és marionettfigurává alakította. Eredeti hangja: Paul Winchell. Magyar hangja: Haumann Péter.
- Hókuszpók óriása – Egy óriás, akit Hókuszpók teremtett, hogy eltiportassa vele Aprajafalvát. Ahhoz, hogy életre kelthesse, három hozzávaló kellett: néhány záptojás, rohadt alma és lottyadt meggy. De az utóbbi hozzávaló hiányzott, mert arrafelé egy szem se termett, és így néhány törpbogyót tett bele helyette. Az óriás így is életre kelt, de így az eredmény egy kedves óriás lett, aki szerette az áfonyás sütit. A törpök végül meg is barátkoztak az óriással, és áfonyás sütit adtak neki. Hókuszpóknak így végül nem sikerült vele eltiportatni Aprajafalvát. Magyar hangja: Kerekes József.
- Hüllő Ödön/Gyikfi – Egy gyíkherceg és Bibircsóka egyszer szerelmes volt ő belé. De ő taszított tőle. Egyszer Nótatát elfogta Bibircsóka, mivel egy amulett segítségével, nagyon szépen énekelt. Ha énekelt nekik akkor vonzódott Bibircsókához. De az amulettet levette Nótata és újra olyan lett a hangja mint régen, ezért a tetszését nem nyerte el és Bibircsókát újra el akarta hagyni. Magyar hangja: Salinger Gábor.
- Ikerboszorkányok (Twins Witches) – Hókuszmama lányai, Hókuszpók nővérei. Az elveszett város gonosz jogarát akarják megszerezni, de Leskének köszönhetően nem szerzik meg. Magyar hangjuk: Dallos Szilvia és Örkényi Éva.
- Játszmanó – Egy gonosz manó, aki szeret játszani. Erőszakkal kényszerít másokat, hogy játsszanak vele. Aki veszít, azt sakkbábuvá varázsolja, és az óriások sakktábláján bábuként folytatja a játszmát. Ha valaki nyer, akkor az illetőnek köszönhetően ő elveszíti a játszmát, és ilyenkor minden sakkbábuvá változtatott személy visszaváltozik. Dulifulinak sikerült legyőznie őt. Mert kihívta egy játszmára, hogy melyik varázsló győz most mivel nem tudta Törpapáról, hogy varázsló ezért elvesztette a játszmát. Ekkor a szülei rossz szándékú játszmájának büntetéséért, késő hazaéréséért és édesanyja felizgatásáért, édesapja büntetésből egy hónapra eltiltotta őt a játékszereitől.
- Káró – Egy kárókatona és Baltazár házimadara. Továbbítja Baltazár leveleit.
- Klugi (Kloog) – Hoptapi szárnyas koboldjainak vezetője.
- Kobold – Egy gonosz kobold, aki az ifjúság forrását őrzi. Csak akkor vihet valaki a vízből, ha ajándékot ad neki. Törpapa könyvét vette el ajándékként. Törpapának vittek a vízből, hogy megfiatalodjon. De túl sokat ivott belőle, és egészen törpifjoncra fiatalodott meg. A könyvet visszaszerezték a törpök, de ehhez Hókuszpók segítsége is kellett. Törpapa pedig törpifjoncról visszaöregítette magát öregtörpe. Magyar hangja: Láng József.
- Kuruttykirály/Ragyúr – A mocsári ragyák királya. A mocsári ragyák ronda gonosz békák. Kik először azt hiszik a törpökről, hogy ők veszélyesen gonosz vörös szemű zöld szörnyek. De utána rájönnek, hogy csak barátságos kék pici lények és azután mégse félnek tőlük. Magyar hangja: Huszár László (1. hang) / Szabó Ottó (2. hang).
- Lucifer – Az erdei banya kutyája, a házát őrzi.
- Maestro – Egy festő, akit egyszer egy festménybe varázsoltak bele. Törpingáló egyszer rátalált. Maestro megengedte, hogy elvigye a palettáját, és fessen vele. De Törpingáló ha valamit vagy valakit lefestett vele, akkor az vagy ő belekerült tényleg a festménybe. Mikor Törpapát festette le, akkor Maestro kiszabadult és Törpapa került a helyére. De mikor egyszer maestro újra lefestette magát, vissza került a festménybe és Törpapa újra szabad lett. Okoskának köszönhetően történt meg a szerencse, hogy véletlen kicserélte Törpingáló és Maestro palettáit. Magyar hangja: Horkai János.
- Malcolm – Egy gonosz szarvasvadász, Gerald Király unokabátyja. Egyszer az amulettje segítségével, unokaöccsét változtatta fekete szarvassá, hogy övé lehessen a trón Gerald Király helyett. De Nótata és Törprobot időben Törpapa és a többiek segítségére siettek, így a törpök megakadályozták, hogy övé lehessen a trón. A törpök megszerezték az amulettet, amivel visszaváltoztatták Gerald Királyt, ekkor őt változtatták fekete szarvassá. Miután a vadászok és a kutyák megkergették, Gerald Király visszaváltoztatta, de ez után többet nem merte bántani Gerald Király királyi hatalmát. Magyar hangja: Szabó Ottó.
- Manfred – Klorihidra elveszett szerelme, ki 20 évig szobor volt mert a gonosz Drusilla elátkozta. Ezért nem találkozott Klorihidrával ott ahol rá várt. A törpök segítették vissza juttatni Klorihidra elveszett szerelmét. Egy varázsgömb segítségével sikerült újra életre kelteni, amit Törpirinek kellett rádobnia, de Drusilla házi állata a farkával dobta rá véletlenül. Drusilla pedig a szoborrá változtató erejével, véletlenül magát változtatta szoborrá, hogy Törpojáca tükre vissza fordította rá. Klorihidra ezek után megjavult, hogy vissza kapta elveszett szerelmét. Magyar hangja: Várkonyi András.
- Mangó – Egy gonosz kobold, aki föld alatt él több kobolddal. A földfelszínéről az összes törpöt, rabszolgának akarják befogni. De végül a tervük füstbe megy. Magyar hangja: Horváth Gyula.
- Mocsári szörny – A Mocsári szörny egy nagyon gonosz szörny aki a foszforeszkáló láng melletti mocsárban él. Nem szereti ha a foszforeszkáló lángot kioltja valaki. Egyszer Jajgatörp megkérte Segítkét, hogy hozza el helyette az ünnepségre ezt a foszforeszkáló lángot, de a láng véletlenül kialudt. Ekkor a Mocsári szörny felébredt és bosszút akart állni. Jajgatörp elment megkeresni Segítkét, mert sokáig várt rá és kereste mindenhol. Mikor megtalálták egymást, hazaindultak, de a szörny utánuk eredt. Mikor hazaértek Törpapa adott nekik egy varázsigét, hogy lenyugtassák a szörnyet. Erre visszavezették a szörnyet a mocsárhoz felolvasták ezt a varázsigét és a lángot újra meggyújtották. A szörny lenyugodott és visszabújt a mocsarába. Magyar hangja: Képessy József.
- Lady Helga (Lady Imperia) – Ő Gerard király gonosz nagynénje. Börtönbe záratta unokaöccsét, és azt hazudta, hogy rokona meghalt, így majdnem megkoronázták. Magyar hangja: Pápai Erzsi.
- Mordás (Mordain) – Gonosz varázsló. Árkon király udvarában szolgál. Elrabolja a törpöket. Törpapa egy időre békává változtatta, hogy ki tudjanak szabadulni. Eredeti hangja: Richard Erdman. Magyar hangja: Kaló Flórián.
- Morphio – Ő egy gonosz démon. A törpöket sokféle átokkal akarja hatalma alá keríteni. Leginkább lidérces álmokban jelenik meg. Magyar hangja: Kristóf Tibor / Várkonyi András.
- Nagy Varázskönyv – Ő hókuszpók nagy varázskönyve. Hozzá fordul segítségért, ha egyedül nem boldogul vele, hogyan kapja el a törpöket. A varázskönyvet azonban csakis teliholdkor, egyetlen napra tudja igénybe venni. A könyv nem állhatja gazdáját, de kénytelen őt szolgálni. Mivel Hókuszpók nem konkrétan fogalmazza meg a kéréseit és balul sülnek el az újabb próbálkozásai a törpökkel szemben, ezért folyton elégedetlen a könyvvel szemben, állandóan szidalmazza és újabb kérésekkel fárasztja. Magyar hangja: Bodor Tibor.
- Ókori Manók Kincsének Őre – Szellem, aki az ókori manók kincsét őrzi. Egyszer a gonosz ördög meg akarta szerezni a kincsét, de ő csak akkor engedélyezte, hogy az övé legyen, ha ezt a három dolgot megszerzi. Egy óriás keselyűnek a tollát, egy kis tüzet a vulkánból, és a mesés kék gyémántot a barlangjából, vagy helyettük azt is tehette, hogy megkér egy lányt, hogy menjen hozzá feleségül. De a gonosz ördögnek végül egyik se sikerült. Így nem szerezte meg a kincsét. Magyar hangja: Bodor Tibor.
- Óriás keselyű – Egy keselyű, akinek egy tollára szükség van, az illetőnek, hogy övé lehessen az ókori manók kincse. Főtinek volt rá szüksége és a törpök hozták el egy tollát.
- Óriás madár (Howlibird) – Az Óriás madár egy növesztőszer hatására megnőtt madár. Egyszer mikor Törpapa kísérletezett egy növesztő folyadékkal, a szer túl veszélyesre sikerült. Törpapa a szobanövényére öntötte, az húsevő növénnyé változott. Törperős és Lusti mentették meg Törpapát, és miért Törpapa veszélyesnek tartotta a szert, ezért megkérte Törperőst és Lustit, hogy az erdőben ássák el. De Törperős és Lusti egy szakadékra bukkant és úgy gondolták, mélyebbre úgyse tudnának ásni, ezért ledobták a szakadékba. A szakadékba esett szer, megakadt egy helyen és kifolyt belőle egy csöpp. Ekkor ez a csöpp a madár szájába esett, amitől megnőtt. Ragadozó madár lett belőle, a Törpök gátját és faluját rombolta. A törpök az öregtoronyban bújtak el a madár elől. Egy éjszaka amíg aludt, Törpapa, Törperős és Lusti elmentek a szakadékhoz és visszaszerezték a szert. Törpapának sikerült visszakicsinyítenie valódi méretére.
- Paradicsomi szakács – Egy szakács, ki a paradicsomban főz és süt. Egyszer Okoskából, Hamiból és Lustiból törpfelfújtat akart csinálni, mikor a paradicsomban jártak és Bacchus meg akarta enni őket.
- Ragya – Kuruttykirály egyik legfőbb szolgája. Magyar hangja: Csíkos Gábor / Elekes Pál
- Ragyi – Kuruttykirály egyik legfőbb szolgája. Magyar hangja: Elekes Pál / Kárpáti Tibor
- Rogyi – Kuruttykirály egyik legfőbb szolgája. Magyar hangja: Petrik József / Kristóf Tibor / Csíkos Gábor
- Rogyó – A mocsári bolondragya, aki Kurutykirály udvari bolondja.
- Sarlatán doktor – Egy szélhámos. Egyszer a törpökkel alkudozik, ha ad nekik csodaszereket, akkor teljesül kívánságuk, de becsapja őket, mert arannyá akarja őket változtatni, ami viszont nem sikerül neki. Magyar hangja: Szombathy Gyula.
- Sárkány (Dragon) – Egy hatalmas tűzokádó sárkány, ki felgyújtotta egyszer aprajafalvát. Harcoltak a töprök ellene. A lovag Sir Lancelot nem mert szembeszállni vele, de Törperősnek egyedül mégis sikerült legyőznie.
- Sziamiaú (Azrael) – Hókuszpók macskája és segítője, egyik fülén jellegzetes harapásnyom van. Fajtáját tekintve szemmel láthatóan sziámi macska (innen kapta magyar nevét), csak vörös bundájú. Eredeti neve az Azrael sémi eredetű. Azreal a iszlám és zsidó hagyományban a halál angyala. Hókuszpók kísérletei számára veszélyesek, ezért legtöbbször csak hátulról lesi gazdája mesterkedését. Az öreg varázsló sanyargatja Sziamiaút, de mivel Sziamiaú is éhes egy kis finom „törpipecsenyére”, sose száll szembe Hókuszpókkal. Eredeti hangja: Frank Welker és Don Messick. Magyar hangja: Harsányi Gábor.
- Scrill úr – Egy gonosz polip, a villám szigeten él. Egyszer mikor Törpszakáll és néhány törp a szigetre tartott villámnedvért, a gonosz polipok elfogták őket. Meg akarta etetni őket a házi szörnyével. De imádta a történeteket, és Törpszakáll egy történetet mesélt neki, hogy kiszabaduljanak.
- Trilla asszony (Madame Trilby) – Javasasszony, aki egy kis házban lakik egy tisztáson, és varázslatos dolgokkal szokott kereskedni. Nagyon utálja Hókuszpókot. Egyszer Hókuszpók hozzá fordult segítségért. Egy hamis rubint adott neki ajándékba, de mivel ő ezt nem tudta, ezért cserébe Hókuszpók egy varázsfurulyát kapott, amivel magához tudta csalogatni a törpöket. A törpök a furulya hangjától alvajárók lettek. Hókuszpóknak nem sikerült a terve, mert hamisan játszott, de azt gondolta a furulya a hibás. Ezért Hókuszpók még egyszer segítségért fordult hozzá. Ő azt állította a furulya nem hamis, csak nem gyakorolt eleget. Hókuszpók következő próbálkozásakor Törpapa meglátta, hogy a zenétől a törpök alvajárók lettek, ezért felébresztette a többiket. Így Hókuszpóknak másodszor se sikerült a dolog, de a gyakorlásba beleunt és elaludt. Trilla asszony közben rájött, hogy Hókuszpók hamis rubint adott neki, ezért az éjszaka megleckéztette Hókuszpókot a valódi alvajártató zenével. Eredeti hangja: Joan Gerber. Magyar hangja: Némedi Mari.
- Ulrik – Egy gonosz nemes, Lady Helga szolgája. Van két kutyája. Segít Lady Helgának, hogy őt koronázzák meg Gerald Király helyett és ő legyen a királynő. De nem sikerül trónja juttatnia Lady Helgát. Magyar hangja: Kránitz Lajos.
- Vili/Szepi/Viki (Scurple) – Hókuszpók tanonca, szeplős, bukott, őrült diák. Eredeti hangja: Brenda Vaccaro. Magyar hangja: Szokol Péter.

## Magyar hangok
| - Törpapa: Sinkovits Imre - Hókuszpók: Haumann Péter - Sziamiaú: Harsányi Gábor/Frank Welker - Törpilla: Málnai Zsuzsa - Törpicur: Vadnay Tünde - Okoska: Cseke Péter - Törperős: Bata János - Ügyi: Szolnoki Tibor - Ügyifogyi: Gyabronka József/Schnell Ádám - Törpingáló: Böröndi Tamás - Törpojáca: Balázs Péter - Költörp: Varanyi Lajos - Lusti: Pathó István - Hami: Józsa Imre - Tréfi: Szerednyey Béla - Kertitörp: Rátóti Zoltán/Balázsi Gyula - Álmoska/Álmodozó/Ábrándos (kapitány): Rudolf Péter/Kassai Károly - Szakadtka: Lesznek Tibor - Dulifuli: Gruber Hugó/Háda János - Nótata: Tahi József - Leske/Gyengi: Kautzky Armand - Jajgatörp/Kanedi: Straub Dezső - Segítke: Felföldi László - Hapci: Gálffi László - Bányásztörp/Törprobot: Sinkovits-Vitay András - Törpöltő: Versényi László - Főtörp: Schnell Ádám - Törperdész: Izsóf Vilmos - Törpiri: Götz Anna - Zöldőr: Várhegyi Teréz/Detre Annamária (gyerek), Lux Ádám/Kautzky Armand/Bognár Zsolt (felnőtt) - Törpörgő: Felföldi László/Simorjay Emese - Törtyögő: Papp Ági/Csere Ágnes - Törpszakáll/Sellő király: Kenderesi Tibor - Nagyitörp/Méhkirálynő: Tolnay Klári - Fiatal Törppapa/Marina: Detre Annamária - Don Törpilló: Bor Zoltán - Vadócka/Kutymorgó: Bartucz Attila - Varázstű: Herczeg Csilla - Janó: Rátóti Zoltán (1976-os filmben)/Lippai László - Bibice: Kaszás Attila/Bartucz Attila/Minárovits Péter - Salvina hercegnő/Lilla királynő: Pápai Erika - Gerard király/Henrik, Laura bátyja/Pásztorfiú/Simon/Theodor herceg/Woody: Bolba Tamás - Theresa királynő: Kassai Ilona - Tavaszanyó/Fanyaróka: Győri Ilona - Időapó: Galamb György - Furfangusz/Omniapó: Rátonyi Róbert (1992-ig)/Móni Ottó - Abrakadabra/Izidor: Sallai Tibor - Csete: Komlós András - Bibircsóka/Erdei banya/Trilla asszony/Paté/Boszorkánytanárnő: Némedi Mari - Chlorinda: Náray Teri - Vili: Szokol Péter - Dzsinn/Ókori Manók Kincsének Őre/Nagy Varázskönyv/A kút varázslója/Pallador varázsló: Bodor Tibor - Morphio: Kristóf Tibor/Várkonyi András - Mordás: Kaló Flórián - Baltazár: Velenczey István/Farkas Antal/Szabó Ottó - Fallon: Tóth Titusz - Melák: Vajda László/Dengyel Iván/Kránitz Lajos - Hókuszmama: Vajay Erzsi (1991-ig)/Kassai Ilona - Bacchus/Tudós ember/Aranyapó király/A gonosz druida: Velenczey István - Kobold #1/Bubu, Bobó kutyája/Szellemíró/Erik: Láng József - Szakóka/Mangó: Horváth Gyula - Laura: Soproni Ági - Laura apja/Shadrach: Uri István - Normen, Laura bátyja: Horváth Zoltán - Boszorkány nővérek: Dallos Szilvia, Örkényi Éva - Mela: Mányai Zsuzsa - Hófaló Jeti: Dengyel Iván - Sir Lancelot/Urlik/Félszemű kalóz: Kránitz Lajos - Szépike: Oszvald Marika - Bobó/Barlanglakó óriás: Csurka László - Mocsári szörny: Képessy József - Főti: Kautzky József - Árkon király/Malcolm: Szabó Ottó - Gart herceg: Laklóth Aladár - Maestro: Horkai János - Phitlic/Alossus: Petrik József - Diana: Schubert Éva - Sarlatán doktor: Szombathy Gyula - Baba, az óriás: Kerekes József - Szivárványkobold: Botár Endre/Tóth Titusz - Kuruttykirály: Huszár László/Szabó Ottó - Ragya: Csíkos Gábor/Elekes Pál - Ragyi: Elekes Pál/Kárpáti Tibor - Rogyi: Petrik József/Kristóf Tibor/Csíkos Gábor - Laconia: néma szereplő - A sziget úrnője: Kassai Ilona/Magda Gabi - Fővarázsló: Benkő Péter - Lady Helga: Pápai Erzsi - Kalózkapitány: Vogt Károly - Gurdi a kis Dzsinn: Kökényesi Gábor - Tünca, a tündérfüzi tündér/Amani hercegnő: Kocsis Judit - Tünella királynő: Andresz Kati - Tündili/Drusilla: Kiss Erika - Gyíkfi/Pilopkirály/Fullánkkirály: Salinger Gábor - Tölgyfa/Hoptapi: Elekes Pál - Áválóni-tó őre/Vihar király/Morlock: Csíkos Gábor - Kínai utazó: Cs. Németh Lajos - Fenwick Quarrel: Makay Sándor - Vándorvarázsló: Somogyvári Pál |